# Governo Moro III
Il Governo Moro III è stato il ventunesimo esecutivo della Repubblica Italiana, il quarto e ultimo della IV legislatura.
È rimasto in carica dal 24 febbraio 1966 al 25 giugno 1968 per un totale di 852 giorni, ovvero 2 anni, 4 mesi e 1 giorno.

## Compagine di governo

### Sostegno parlamentare
| Camera dei Deputati | Camera dei Deputati | Seggi               |
| ------------------- | --- | ------------------- |
|                     | Democrazia Cristiana Partito Socialista Italiano Partito Socialdemocratico Italiano Partito Repubblicano Italiano Südtiroler Volkspartei Union Valdôtaine Totale Maggioranza | 260 87 33 5 3 1 389 |
|                     | Partito Comunista Italiano Partito Liberale Italiano Movimento Sociale Italiano PDI di Unità Monarchica UD per la Nuova Repubblica Totale Opposizione                        | 166 39 27 8 1 241   |
| Totale              | Totale | 630                 |

| Senato della Repubblica | Senato della Repubblica | Seggi             |
| ----------------------- | --- | ----------------- |
|                         | Democrazia Cristiana Partito Socialista Italiano Partito Socialdemocratico Italiano Südtiroler Volkspartei Partito Repubblicano Italiano Union Valdôtaine Totale Maggioranza | 132 44 14 2 1 194 |
|                         | Partito Comunista Italiano Partito Liberale Italiano Movimento Sociale Italiano PDI di Unità Monarchica Totale Opposizione                                                   | 85 19 15 2 121    |
| Totale                  | Totale | 315               |

### Appartenenza politica
- Democrazia Cristiana (DC): Presidente del consiglio, segretario del consiglio dei ministri, 14 ministri, 26 sottosegretari;
- Partito Socialista Italiano (PSI): Vicepresidente del consiglio, 5 ministri, 13 sottosegretari;
- Partito Socialista Democratico Italiano (PSDI): 2 ministri, 5 sottosegretari;
- Partito Repubblicano Italiano (PRI): 1 ministro, 1 sottosegretario.

### Provenienza geografica
| Regione               | Presidente | Vicepresidente | Ministri | Sottosegretari | Totale |
| --------------------- | ---------- | -------------- | -------- | -------------- | ------ |
| Puglia                | 1          | -              | 1        | 2              | 4      |
| Emilia-Romagna        | -          | 1              | 1        | 3              | 5      |
| Lombardia             | -          | -              | 3        | 7              | 10     |
| Lazio                 | -          | -              | 3        | 5              | 8      |
| Toscana               | -          | -              | 4        | 3              | 7      |
| Sicilia               | -          | -              | 1        | 6              | 7      |
| Campania              | -          | -              | 2        | 4              | 6      |
| Piemonte              | -          | -              | 1        | 5              | 6      |
| Liguria               | -          | -              | 3        | 1              | 4      |
| Calabria              | -          | -              | 1        | 2              | 3      |
| Veneto                | -          | -              | 1        | 2              | 3      |
| Basilicata            | -          | -              | 1        | 1              | 2      |
| Trentino-Alto Adige   | -          | -              | 1        | 1              | 2      |
| Friuli-Venezia Giulia | -          | -              | 1        | -              | 1      |
| Abruzzo               | -          | -              | -        | 1              | 1      |
| Marche                | -          | -              | -        | 1              | 1      |
| Sardegna              | -          | -              | -        | 1              | 1      |

## Composizione
| Carica                                                                          | Titolare                              | Titolare                              | Titolare                              | Sottosegretari                                                                                        |
| Presidenza del Consiglio dei ministri                                           | Presidenza del Consiglio dei ministri | Presidenza del Consiglio dei ministri | Presidenza del Consiglio dei ministri | Sottosegretario di Stato alla Presidenza del Consiglio                                                |
| ------------------------------------------------------------------------------- | ------------------------------------- | ------------------------------------- | ------------------------------------- | --- |
| Presidente del Consiglio dei ministri                                           |                                       |                                       | Aldo Moro (DC)                        | - Angelo Salizzoni (DC)                                                                               |
| Vicepresidente del Consiglio dei ministri                                       |                                       |                                       | Pietro Nenni (PSI)                    | - Angelo Salizzoni (DC)                                                                               |
| Ministri senza portafoglio                                                      |                                       |                                       |                                       | |
| Compiti politici particolari                                                    |                                       |                                       | Attilio Piccioni (DC)                 | Attilio Piccioni (DC)                                                                                 |
| Interventi straordinari nel Mezzogiorno e nelle aree depressive del Centro-Nord |                                       |                                       | Giulio Pastore (DC)                   | Giulio Pastore (DC)                                                                                   |
| Rapporti fra Governo e Parlamento                                               |                                       |                                       | Giovanni Battista Scaglia (DC)        | Giovanni Battista Scaglia (DC)                                                                        |
| Ricerca scientifica                                                             |                                       |                                       | Leopoldo Rubinacci (DC)               | Leopoldo Rubinacci (DC)                                                                               |
| Riforma della pubblica amministrazione                                          |                                       |                                       | Virginio Bertinelli (PSDI)            | Virginio Bertinelli (PSDI)                                                                            |
| Ministero                                                                       | Ministri                              | Ministri                              | Ministri                              | Sottosegretari di Stato                                                                               |
| Affari esteri                                                                   |                                       |                                       | Amintore Fanfani (DC)                 | - Giuseppe Lupis (PSDI) - Giorgio Oliva (DC) - Mario Zagari (PSI)                                     |
| Interni                                                                         |                                       |                                       | Paolo Emilio Taviani (DC)             | - Leonetto Amadei (PSI) - Guido Ceccherini (PSDI) - Remo Gaspari (DC)                                 |
| Grazia e giustizia                                                              |                                       |                                       | Oronzo Reale (PRI)                    | - Riccardo Misasi (DC)                                                                                |
| Bilancio                                                                        |                                       |                                       | Giovanni Pieraccini (PSI)             | - Giuseppe Caron (DC)                                                                                 |
| Finanze                                                                         |                                       |                                       | Luigi Preti (PSDI)                    | - Cesare Bensi (PSI) - Vittorino Colombo (DC) - Giovanni Gioia (DC) - Athos Valsecchi (DC)            |
| Tesoro                                                                          |                                       |                                       | Emilio Colombo (DC)                   | - Alessandro Agrimi (DC) - Francesco Albertini (PSI) - Giorgio Braccesi (DC) - Eugenio Gatto (DC)     |
| Difesa                                                                          |                                       |                                       | Roberto Tremelloni (PSDI)             | - Francesco Cossiga (DC) - Mario Marino Guadalupi (PSI) - Natale Santero (DC)                         |
| Pubblica istruzione                                                             |                                       |                                       | Luigi Gui (DC)                        | - Maria Badaloni (DC) - Piero Caleffi (PSI) - Giovanni Elkan (DC) - Pier Luigi Romita (PSDI)          |
| Lavori pubblici                                                                 |                                       |                                       | Giacomo Mancini (PSI)                 | - Luigi Angrisani (PSDI) - Danilo De' Cocci (DC) - Luigi Giglia (DC)                                  |
| Agricoltura e foreste                                                           |                                       |                                       | Franco Restivo (DC)                   | - Dario Antoniozzi (DC) - Ludovico Camangi (PRI) - Francesco Principe (PSI) - Dante Schietroma (PSDI) |
| Trasporti e aviazione civile                                                    |                                       |                                       | Oscar Luigi Scalfaro (DC)             | - Arcangelo Florena (DC) - Orlando Lucchi (PSI)                                                       |
| Poste e telecomunicazioni                                                       |                                       |                                       | Giovanni Spagnolli (DC)               | - Crescenzo Mazza (DC)                                                                                |
| Industria, commercio e artigianato                                              |                                       |                                       | Giulio Andreotti (DC)                 | - Franco Maria Malfatti (DC) - Maria Vittoria Mezza (PSI) - Bonaventura Picardi (DC)                  |
| Sanità                                                                          |                                       |                                       | Luigi Mariotti (PSI)                  | - Calogero Volpe (DC)                                                                                 |
| Commercio con l'estero                                                          |                                       |                                       | Giusto Tolloy (PSI)                   | - Dante Graziosi (DC) - Mario Vetrone (DC)                                                            |
| Marina mercantile                                                               |                                       |                                       | Lorenzo Natali (DC)                   | - Mario Martinez (PSI)                                                                                |
| Partecipazioni statali                                                          |                                       |                                       | Giorgio Bo (DC)                       | - Carlo Donat-Cattin (DC)                                                                             |
| Lavoro e previdenza sociale                                                     |                                       |                                       | Giacinto Bosco (DC)                   | - Ettore Calvi (DC) - Raffaele Di Nardo (PSI) - Anselmo Martoni (PSDI)                                |
| Turismo e spettacolo                                                            |                                       |                                       | Achille Corona (PSI)                  | - Adolfo Sarti (DC)                                                                                   |

## Cronologia
Salvo diversa indicazione le notizie sono tratte dal sito dellarepubblica.it, richiamato in bibliografia

### 1966

#### Gennaio
- 25-31 gennaio: congresso del PCI: si confrontano due linee politiche: da una parte quella di Luigi Longo e Giorgio Amendola che propone la riunificazione delle forze di sinistra e quella di Pietro Ingrao, che ritiene che l’unificazione della sinistra deve avvenire su basi classiste e rivoluzionarie.
- 26 gennaio-2 febbraio: il capo dello Stato, Giuseppe Saragat, avvia le consultazioni e ascolta gli ex Presidenti della Repubblica e le delegazioni di tutti i gruppi politici rappresentati in Parlamento. I partiti della maggioranza uscente sostengono la necessità di proseguire l'esperienza del centro-sinistra e indicano Aldo Moro per il conferimento dell'incarico. Il presidente uscente viene reincaricato ma le trattative sono difficili per i punti programmatici cui dare la precedenza. Mariano Rumor chiede che nella squadra di governo siano rappresentate tutte le correnti ma PSI e PSDI si impuntano e dicono no a Mario Scelba.
Nel pieno delle consultazioni viene arrestato l'on. Giuseppe Rapelli, presidente dell'ENALC, accusato con undici funzionari dell'ente di peculato e interesse privato in atti di ufficio.[5]

#### Febbraio
- 4 febbraio: Moro rimette l'incarico. Il capo dello Stato medita di rinviare il governo alle camere ma incontra l'opposizione di DC, PCI e MSI. La direzione della DC si schiera per un governo di centro-sinistra.[6]
- 5-8 febbraio: congresso del PLI: Giovanni Malagodi viene rieletto segretario a grande maggioranza. Il documento congressuale sostiene che una democrazia senza alternative diventa dittatura, e che il PLI è pronto a rimanere all'opposizione anche per un lunghissimo periodo. Se dalle consultazioni non emergono alternative si può e si deve ricorrere alla consultazione popolare.[7]
- 14 febbraio: sciolto il nodo della partecipazione di tutte le correnti della DC si delinea un accordo tra i quattro partiti della maggioranza. Due esponenti centristi entrano nella squadra di governo, la destra avrà la presidenza del consiglio nazionale con l'elezione concordata di Mario Scelba.[8]
- 15 febbraio: il Tribunale di Roma assolve Don Lorenzo Milani e Luca Pavolini vicedirettore di «Rinascita» dall’accusa di apologia di reato, incitamento alla diserzione e alla disubbidienza per aver difeso l’obiezione di coscienza.[9]
- 23 febbraio: dopo un mandato esplorativo di una settimana e un reincarico Moro scioglie la riserva a presenta la lista dei ministri, caratterizzata da sei nuovi ingressi e alcune assenze eccellenti. L'accordo prevede la conferma della politica estera, i piani quinquennali per la scuola e l'economia, l'istituzione delle regioni e la definizione della legge urbanistica.

#### Marzo
- 3-8 marzo: Aldo Moro presenta, alla Camera e al Senato il programma del governo. Nelle dichiarazioni l’elenco delle principali leggi di riforma già presentate e da approvare e quelle da predisporre fra cui le Regioni e l’urbanistica. Per le regioni Moro prende l'impegno di fissare il primo voto entro tre mesi dalle elezioni politiche del 1968. Piena valorizzazione della formula politica del centro-sinistra, non solo nell’immediato ma come prospettiva per la realizzazione di una democrazia avanzata in Italia.
Alla vigilia della presentazione il Presidente del Consiglio invia a tutti i ministri una raccomandata a mano in cui gli ricorda che non sono ammessi atteggiamenti non conformi alla linea comunemente adottata dal governo e li invita a non abusare nell’assunzione di segretari e di rispettare le osservazioni della Corte Costituzionale e della Magistratura.

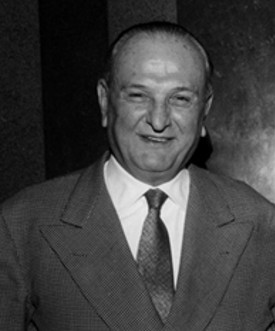
Furio Cicogna

- 9 marzo: assemblea nazionale della Confindustria: la relazione introduttiva è svolta dal presidente uscente Furio Cicogna, che traccia un bilancio degli anni del suo mandato (1961-1966) Intervengono all’Assemblea il nuovo ministro dell’Industria Giulio Andreotti e il ministro del Tesoro Emilio Colombo. Al termine dei lavori l’Assemblea elegge per acclamazione Angelo Costa. L'assemblea si appella al governo per una maggiore libertà dell'iniziativa privata e contro la spesa pubblica improduttiva, fonte di tasse e di sprechi.
- 14 marzo: parlando alla Camera Mariano Rumor chiarisce la posizione della DC rispetto alle polemiche interne che l'attraversano fin dalla sconfitta nell'elezione del capo dello stato. Il centro-sinistra è l'unica maggioranza possibile, l'alternativa è il voto anticipato non essendo immaginabile l'ingresso di PCI e PSIUP e monarchici e MSI dall'altra nell'area di governo. L'unificazione di PSI e PSDI non andrebbe a danno della DC ma rappresenterebbe una valida alternativa di sinistra al Partito Comunista. Frena sulla possibilità di collaborare con le opposizioni su alcuni temi, evocata da Ugo La Malfa.[10]
- 17 marzo: alla Camera è approvato il Programma economico nazionale per il quinquennio 1966-70.
- 21 marzo: tre studenti del Liceo Parini di Milano, sono condotti in questura e denunciati per pubblicazione oscena. Esplode lo scandalo della zanzara.
- 22-25 marzo: comitato centrale del PSI: al centro dei lavori l'unificazione socialista, in particolare i tempi necessari all'operazione di convocare una costituente dei due partiti e i congressi di ratifica. Nenni definisce il nuovo soggetto un grande polo socialista e anticomunista. Approvata una mozione in cui la direzione si impegna a portare a compimento l'unificazione, a sostenere il governo e a lavorare al comitato centrale comune dei due partiti.[11]
- 26 marzo: la procura della Repubblica di Roma indaga i vertici della XV ripartizione del Comune di Roma. L'accusa è interesse privato, abuso e omissione in atti di ufficio per la costruzione di un complesso di palazzine residenziali in via Cortina d'Ampezzo. I fatti risalgono al 1963. Le autorità del comune avrebbero consentito lo smembramento a vari privati di una concessione risalente al 1935 e approvato le licenze di costruzione in un periodo di blocco.[12]
- 27 marzo: l’assemblea degli azionisti della Edison approva la fusione con la Montecatini. Dalla fusione il 7 luglio nasce la Montedison, il polo che controlla l’80% della chimica italiana.
- 28 marzo: Consiglio dei Ministri: il ministro delle finanze Giovanni Pieraccini illustra la relazione sulla situazione economica e finanziaria dello stato. Il reddito nazionale è aumentato del 3,4% nel 1966, superando le previsioni della relazione programmatica. Il costo della pubblica amministrazione aumenta di 1.782,80 miliardi.[13]

#### Aprile
- 1-3 aprile: consiglio nazionale della DC: Rumor, confermato segretario, prende l'impegno di superare la logica delle correnti. Piena approvazione all'operato della direzione nella gestione della crisi di governo.
- 6 aprile: comitato centrale del PSDI: Mario Tanassi esprime rammarico per le conclusioni del comitato centrale del PSI; l'unificazione socialista appare ancora lontana quando sarebbe stato possibile concordare liste comuni per il turno amministrativo di giugno. Il PSDI ribadisce la volontà di procedere alla riunificazione ma presenterà liste autonome.[14]
- 7 aprile: i medici entrano in sciopero rifiutando di applicare le convenzioni con gli enti mutualistici, delle quali non si è ancora proceduto al rinnovo. Viene praticata l'assistenza indiretta con l'applicazione dei tariffari extra mutua. Si apre una lunga e complessa vertenza tra enti, medici e farmacie.[15]
- 17 aprile: l'agenzia Nuova Stampa esprime preoccupazione per l'ambiguità dei rapporti tra mondo cattolico e comunista. Al centro del mirino il viaggio di esponenti democristiani a cura dell'associazione Italia-URSS, all'incontro a Roma di Gromyko con Paolo VI, la partecipazione di Giorgio La Pira con esponenti socialisti e comunisti a una tavola rotonda sul disarmo tenuta a Parigi[16]
- 23-24 aprile: si svolge a Firenze la Conferenza nazionale dell'Unione donne italiane su «Il lavoro della donna e la programmazione». Quattro relazioni introduttive: «Tendenze dell’occupazione femminile» (prof. Nora Federici);«La preparazione professionale della donna» (prof. Elsa Bergamaschi);«La giornata di una lavoratrice e l'organizzazione della vita sociale» (prof. Angela Zucconi); «La donna e il rapporto di lavoro» (avv. Anna Maria Seganti). 3.000 lavoratrici partecipano al corteo e alla manifestazione conclusiva nel corso della quale prendono la parola Bruna Bertini, l'avv. Maria Magnani Noja, Lola Grazia, Marisa Rodano e numerose operaie.
- 26 aprile: Consiglio dei Ministri: nessun accordo per i provvedimenti di amnistia. Ulteriormente prorogato al 31 dicembre il blocco dei fitti. Annunciato l'esame di una legge quadro per le locazioni.[17]
- 27 aprile-1 maggio: In occasione del rinnovo degli organi rappresentativi studenteschi di Lettere e Filosofia della Sapienza di Roma si verificano scontri provocati da gruppi di estrema destra. Negli scontri rimane ucciso lo studente Paolo Rossi, militante della Federazione giovanile socialista. Il giorno dopo si svolge una grande manifestazione antifascista all’interno dell’Università. Vi partecipa Ferruccio Parri che, intervenendo, si richiama ai valori della Resistenza. Immediatamente occupata la facoltà di Lettere a cui seguiranno le altre facoltà. Gli studenti democratici chiedono le dimissioni del rettore, Ugo Papi ritenuto responsabile dell’impunità dei gruppi di destra nell’Università. Analoghe proteste si svolgono in tutta Italia. La manifestazione di Roma degenera in gravi disordini che si estendono anche ai quartieri attigui alla città universitaria, e un grave tumulto esplode nell'aula della Camera tra comunisti e missini. Il 30 aprile i ministri Taviani alla Camera e Gui al Senato riferiscono sugli incidenti all'università in un clima di tensione per i continui scambi di insulti tra comunisti e missini che solo il presidio dei commessi riesce a non far degenerare in rissa. Il rettore dell'ateneo, prof. Ugo Papi, rassegna le dimissioni per il clima di sospetto che avvolge il senato accademico dopo la scoperta di brogli nelle elezioni degli organi studenteschi.[18]

#### Maggio

Studenti neofascisti in piazza

- 3 maggio: circa trecento studenti di destra armati di mazze ferrate e bastoni assaltano la Facoltà di Giurisprudenza occupata per protesta dopo la morte dello studente Paolo Rossi. L’attacco è guidato da tre deputati del MSI, Giulio Caradonna, Raffaele Delfino e Franz Turchi, e dal consigliere comunale Francesco Petronio. Gli occupanti respingono l’attacco. L’intervento della polizia mette fine agli scontri. Nel pomeriggio la Camera discute del grave episodio. Spavalde e minacciose dichiarazioni del missino Giovanni Roberti e incidenti d’aula. Il giorno dopo gli studenti cessano l’occupazione e riprendono le lezioni.
- 4 maggio: a Roma manifestanti della SOGEME in corteo a via del Corso sono caricati dalla polizia. Negli scontri riportano lesioni un funzionario di polizia, un commissario capo, 8 agenti, 6 dimostranti. Arrestati 4 lavoratori e 20 identificati e denunciati.
Milano: nel corso dello sciopero dei metalmeccanici e per l’arco dell’intera giornata incidenti fra lavoratori e polizia alla Alfa Romeo e alla Breda. Numerosi lavoratori fermati, alcuni arrestati. Rispondendo alle interrogazioni presentate sui due episodi, il ministro dell’Interno, Paolo Emilio Taviani accusa di atteggiamenti irresponsabili i rappresentanti delle CGIL e della CISL presenti agli scontri.
- 5-8 maggio: si svolge a Stoccolma il X Congresso dell'Internazionale Socialista vi partecipano 200 delegati in rappresentanza di 40 nazioni. Per la prima volta, da quando il PSI ne era uscito, Pietro Nenni è invitato a partecipare in qualità di «osservatore». Il leader socialista nel suo intervento illustra la nuova politica del Partito socialista italiano e le prospettive della fusione con il PSDI.
- 7 maggio: in vista dell'elezione dei 36 parlamentari delle due camere che dovranno rappresentare la delegazione italiana al parlamento europeo la maggioranza si spacca. DC e PSDI sostengono che la delegazione debba essere espressione dei soli partiti di maggioranza con l'inclusione del PLI per meriti legati al processo di unificazione europea, PSI e PRI chiedono che siano rappresentati tutti i gruppi politici rappresentati nel parlamento italiano. Il 12 maggio il voto è rinviato all'ultimo momento.[19]
- 10-12 maggio: alla Camera si conclude definitivamente con l’approvazione, 422 voti a favore e 32 contrari, la discussione iniziata il 20 aprile sul disegno di legge sulle norme che regolano i licenziamenti individuali, il testo sarà approvato definitivamente dal Senato il 12 luglio 1966. La nuova legge vieta il licenziamento senza «giusta causa» o giustificato motivo nelle aziende con più di 35 dipendenti. Si astengono 16 deputati democristiani legati alla CISL, contrari alla fissazione per legge dei diritti sindacali.
- 12-13 maggio: riunione del Comitato per l’unificazione socialista. Esaminati gli aspetti generali, si decide la formazione di quattro sottocomitati che si occuperanno di approfondire: le questioni ideologiche e politiche, le questioni organizzative e statutarie, le norme transitorie e le azioni da intraprendere verso forze e gruppi interessati all’unificazione socialista. Fra i punti da chiarire la condotta da seguire per il sindacato: il PSI è per l’unità con la CGIL, mentre il PSDI propende per la costruzione di un nuovo sindacato che raccolga tutte le tendenze favorevoli all’unità socialista. Nella riunione il vicesegretario socialista, Giacomo Brodolini, indica la prospettiva dell’autunno per l’unificazione fra i due partiti.
- 21 maggio: per la prima volta, dopo gli esperimenti del 1916 e degli anni '40, entra in vigore l'ora legale.
- 22 maggio: nel ricordare i 75 anni della Rerum Novarum, a due settimane dal voto amministrativo di giugno Paolo VI afferma che "la lotta di classe eretta a sistema impedisce la pace sociale e sbocca nella violenza". Per il Papa il comunismo non risolve la pace sociale.[20]
- 31 maggio: all'assemblea nazionale della Banca d'Italia il governatore Guido Carli mette in guardia dall'aumento incontrollato della spesa pubblica. Il continuo accavallarsi di spese fuori bilancio rende quasi inutile il bilancio finanziario preventivo, minato anche da contribuzioni erogate con superficialità e una politica previdenziale incontrollata.

#### Giugno
- 4 giugno: dopo un lungo e tormentato iter entra in vigore un provvedimento di amnistia e indulto che, nelle intenzioni, doveva essere approvato in tempo per il ventennale della proclamazione della Repubblica. Si applica ai reati compiuti fino al 31 gennaio 1966 e cancella quasi due milioni di reati punibili fino a 3 anni di reclusione, abbona due anni di pena ai condannati definitivi e consente di cancellare i reati fiscali e finanziari a condizione che si sanino le cifre evase entro 120 giorni.[21]
- 12-13 giugno: elezioni amministrative. Alle urne circa 5 milioni di elettori. Si vota per il rinnovo di 3 Consigli provinciali e per 168 comuni. I quattro partiti del governo (DC, PSI, PSDI e PRI) guadagnano 312.000 voti rispetto alle consultazioni del 1964. PCI e PSIUP ne perdono circa 35.000, i liberali e le destre 261.000. I maggiori incrementi vanno al PSDI ed alla DC. Il PSI recupera nei piccoli centri industriali e nelle campagne dove cedono i comunisti. In regresso il MSI, in particolare a Roma e nel Sud. Nel complesso in 72 dei 93 comuni in cui si è votato sono possibili maggioranze di centro-sinistra, comprese le cosiddette «città difficili» di Roma, Genova e Foggia.
- 14-16 giugno: sciopero nazionale unitario di tre giorni dei metalmeccanici delle aziende statali. Lo stesso giorno riprendono le trattative per il contratto dei metalmeccanici delle aziende private. Di fronte alle resistenze della Confindustria alla richiesta di aumenti del 6-7% sui minimi, la sera del 15 giugno FIOM-CGIL e FIM-CISL decidono di ritirarsi dalle trattative e si riservano di decidere nuove agitazioni della categoria. Al contrario la UIL e la CISNAL insieme al sindacato accettano l’invito della Confindustria a proseguire il negoziato. Per quanto riguarda il settore statale, concluso lo sciopero nazionale, i sindacati annunciano astensioni settimanali a livello provinciale a partire dal 21 giugno.
- 18 giugno: Mario Tanassi annuncia che l'unificazione socialista sarà una realtà entro l'autunno.
- 20-21 giugno: a Roma si svolge la XXIII Conferenza dei ministri finanziari dei sei Paesi della CEE. I ministri sono affiancati dai governatori delle rispettive Banche centrali. All’ordine del giorno i problemi monetari della liquidità internazionale che dovranno essere affrontati all’Aia, ai primi di luglio nella riunione del cosiddetto «club dei dieci» di cui fanno parte i dieci Paesi del mondo non comunista con le più ampie riserve valutarie. La Conferenza si conclude con l’approvazione del bilancio 1966 della Banca Europea (BEI) e l’elezione di Emilio Colombo a presidente di turno del Consiglio dei governatori della Banca per il prossimo anno, il ministro italiano sostituisce il francese Debré. Complessa la discussione di merito. Germania, Italia e Olanda vorrebbero attuare il prima possibile un «piano di emergenza» per aumentare le riserve valutarie, mentre Francia e in parte Belgio intendono subordinarlo al preventivo riequilibrio della Bilancia dei pagamenti di tutti i Paesi del «club dei dieci». La discussione continuerà nelle settimane successive in vista della riunione del Consiglio dei ministri della CEE che si svolgerà a Bruxelles il 24-25 luglio e sarà dedicata all’esame della situazione congiunturale nei sei Paesi. Mentre la riunione dei ministri finanziari è fissata per il 12-13 settembre prima dell’Assemblea annuale del Fondo Monetario.

#### Luglio

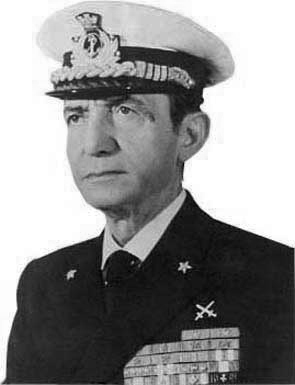
Eugenio Henke

- 1 luglio: in base alla circolare emanata dal ministro della Difesa Roberto Tremelloni il 25 giugno, inizia ufficialmente le sue attività il Servizio informazioni difesa (SID). Sostituisce le funzioni del Servizio informazioni forze armate (SIFAR), che, sciolto il 18 novembre del 1965 con decreto del Presidente della Repubblica, resta tuttavia attivo diretto dal generale dei carabinieri Giovanni Allavena, fino al 30 giugno 1966. Il 12 luglio assume il comando del nuovo servizio l’ammiraglio Eugenio Henke, che resterà in carica fino al 1970.
- 5 luglio: il ministro Scaglia informa la Camera che il piano quinquennale per l'economia sarà presentato dal governo come disegno di legge non appena la commissione bilancio ne avrà terminato l'esame in sede referente. I partiti non si dimostrano contrari. Le opposizioni anticipano le loro posizioni: il MSI chiede la partecipazione delle categorie produttive per un esame in senso corporativistico, scevro di contestazioni classiste; il PCI sosterrà una modifica del piano in senso regionalistico; per il PSIUP il piano è sbilanciato verso le posizioni conservatrici della destra e va modificato fin dalle basi.[22]
- 5-6 luglio: a Roma la manifestazione promossa dal Comitato nazionale per la pace nel Vietnam è caricata dalla polizia mentre, dopo il comizio a Piazza San Giovanni, cerca di dirigersi verso il centro. Il giorno successivo a Napoli, la polizia interviene contro lavoratori metalmeccanici in sciopero per la rottura delle trattative per il rinnovo del contratto di lavoro. La motivazione: blocco stradale, afferma il sottosegretario degli interni Remo Gaspari rispondendo alle interrogazioni presentate da PCI e PSIUP. Secondo le sue dichiarazioni, fatte a difesa delle ragioni delle cariche e attribuendo la violenza ai manifestanti, il bilancio delle due giornate è il seguente: a Roma 15 contusi fra le forze di polizia e 3 fra i dimostranti, a Napoli contusi due funzionari, un ufficiale e 18 agenti, 6 dimostranti e un giornalista de «l’Unità», 11 dimostranti fermati di cui tre tratti in arresto.
- 13 luglio: la maggioranza si spacca alla Camera sulla votazione di un emendamento alla legge sulla giusta causa nelle votazioni. L'emendamento democristiano, fatto proprio dal governo, mira a cancellare quello del PSIUP passato in precedenza a causa di assenze dei deputati di maggioranza, e mira a cancellare la disciplina della legge dagli enti pubblici e dalle piccole imprese. L'emendamento è respinto da 130 voti contro 107 per il voto contrario di PSI e PSDI che si unisce a quello di PCI, PSIUP e MSI. Dalle colonne de Il Popolo la DC definisce l'evento "un fatto grave" poiché i due partiti sono venuti meno ad un accordo sottoscritto nelle trattative per la formazione del governo.[23]
- 24 luglio: il senatore Giacinto Bosco, ministro del lavoro, riferisce alla Camera sulla vertenza medici-mutue, in corso da oltre un anno. Il ministro ricorda che l'oggetto del contendere è la sentenza del Consiglio di Stato che definisce l'assistenza malattie un servizio pubblico, compensata ai medici con somme diverse dall'onorario professionale. L'ordine dei medici, di conseguenza, non ha il potere di stabilire norme di natura contrattuale ed è quindi pretestuoso che la classe medica evochi la scadenza di ipotetici contratti. Il governo deve trattare tenendo conto della sentenza e non può intervenire sulla questione normativa.[24]
- 26 luglio: comitato centrale del PCI: nonostante la palese sconfitta alle recenti amministrative il PCI non intende rinunciare alla propria linea politica di opposizione. Il partito, al contempo, non intende opporsi al varo del piano quinquennale sull'economia per non lasciare spazio ai tentativi di modifica in senso liberale delle opposizioni di destra.[25]
- 26 luglio-1 agosto: il presidente del Consiglio, Aldo Moro, e il ministro degli Esteri, Amintore Fanfani, si recano in visita ufficiale nella Germania Federale. Nel corso dei cinque giorni della visita si incontrano con il cancelliere Ludwig Erhard, con Willy Brandt, sindaco di Berlino Ovest, e con la comunità italiana di Stoccarda. Riferendosi alla situazione internazionale Moro definisce Berlino Ovest città del coraggio e della libertà. Un'isola di democrazia contro cui si è levato un muro di separazione e violenza.
- 30 luglio: il comitato per l'unificazione socialista approva la «Carta ideologica» e i documenti alla base della fusione fra i due partiti. Gli atti saranno sottoposti al voto dei rispettivi Comitati centrali e ratificati dai congressi nazionali dei due partiti, convocati contemporaneamente per il 19-21 ottobre. La Carta ideologica lascia liberi i militanti nella scelta del sindacato cui aderire e impone la costituzione di giunte di centro-sinistra ovunque è possibile. Lombardi, Giolitti e Balzamo votano contro il documento anche se confermano che resteranno nel nuovo partito.
- 27-28 luglio: consiglio nazionale della DC: il Congresso si terrà a Milano dal 23 al 25 novembre. Colombo chiede che durante i lavori congressuali la polemica con i partiti non vada oltre certi limiti per non compromettere la collaborazione futura. Rumor rivendica al partito il merito di aver sostenuto il governo nelle decisioni coraggiose, anche quando c’era qualche sbandamento nell’opinione pubblica.

#### Agosto
- 13 agosto: un ordigno ad alto potenziale esplode lungo la linea del Brennero, a pochi km da Vipiteno, mentre un treno merci si approssima ad attraversare un ponte sull'Isarco. Un secondo attentato alla linea viene sventato due giorni dopo: un gruppo di terroristi austriaci è sorpreso da una pattuglia di alpini mentre sistema delle mine all'uscita di una galleria.
- 16 agosto: si aprono spiragli nella vertenza tra medici ed enti mutualistici in corso dal 18 aprile. Viene annunciato un accordo tra i professionisti e l'ente INAM per la rinegoziazione della convenzione. Di li a pochi giorni il tavolo delle trattative viene mandato all'aria dai medici, che rifiutano le basi della nuova convenzione in tema di tariffe.[26]
- 20 agosto: un ordigno esplosivo devasta la sede dell'Alitalia a Vienna. Norbert Burger, capo dei terroristi del BAS, minaccia una forte espansione delle attività terroristiche se l'Italia non concederà una forte autonomia al sud Tirolo.
- 30 agosto: dopo un ulteriore attentato contro una caserma dei carabinieri una delegazione del governo austriaco si riunisce coi vertici della SVP per esaminare le proposte italiane relative all'autonomia. Emergono contrasti alla linea possibilista di Silvius Magnago.[27]

#### Settembre
- 6 settembre: la Banca d'Italia e il Ministero del tesoro annunciano l'emissione di un prestito novennale al 5% per un totale di 680 miliardi di lire. I titoli sono destinati a sostituire il rimborso dei 300 miliardi in buoni settennali emessi dal governo Tambroni nel 1960.
Nello stesso giorno il ministro del tesoro Emilio Colombo dichiara che i tempi sono maturi per decidere l'emissione di nuove banconote da 50.000 e 100.000 lire. La stabilità della lira consente di andare incontro alle richieste delle banche e delle grandi imprese, costrette a fronteggiare transazioni sempre più alte con un taglio massimo che è il più basso d'Europa.[28]
- 7 settembre: il comitato di minoranza del PSI decide di aderire all'unificazione tra PSI e PSDI. Rimangono ostili all'operazione Simone Gatto e Tullia Carettoni.
- 9 settembre: due guardie di finanza rimangono uccise, ed altre cinque ferite, in un attentato dinamitardo sul Monte Sella. Il ministro degli Interni Taviani si precipita a Vipiteno per esaminare la situazione coi comandanti locali delle forze dell'ordine. Il ministro degli Esteri Fanfani si sente con il nostro ambasciatore a Vienna.
- 10 settembre: esplode in Calabria il caso Silipo. In base alle rivelazioni del senatore Luca de Luca la magistratura ha riaperto il caso sull'omicidio di Luigi Silipo, sindacalista, giornalista e ispettore del PCI ucciso nella notte del 1 aprile 1965. Quella sera aveva partecipato ad una riunione del partito a cui avevano preso parte, tra gli altri Alfredo Reichlin, Franco Calamandrei e Giovanni Di Stefano e secondo De Luca, che per questo viene espulso dal partito, l'omicida e il movente vanno cercati tra i sostenitori interni della segreteria nazionale del partito, la cui linea politica era da Silipo avversata.
- 14-16 settembre: al termine di un lungo dibattito la Camera autorizza il governo a trattare con l'Austria per risolvere la questione dell'Alto Adige.
- 30 settembre: Consiglio dei Ministri: viene approvata la relazione del ministro del Bilancio Giovanni Pieraccini che quantifica nel 5,3% l'aumento del reddito nazionale.

#### Ottobre
- 5-12 ottobre: a Trieste scoppiano gravi disordini in una manifestazione di protesta contro lo spostamento della direzione dei cantieri navali a Genova. Dopo uno svolgimento ordinato al mattino il presidio si anima per l'azione di provocatori che la stampa filo-governativa indica come militanti del PCI. Al termine di una guerriglia urbana durata diverse ore si registrano 200 fermi e 20 contusi tra le forze dell'ordine. Identico copione tre giorni dopo, quando il CIPE annuncia il riordinamento economico conseguente al trasferimento della direzione: la protesta di un migliaio di lavoratori inizia a degenerare in piazza San Giovanni, davanti alla sede della DC e poco lontano dalla redazione de Il Piccolo. Gruppi di giovani estranei al corteo originario lanciano sassi contro le forze dell'ordine e provocano gravi danni a negozi, automobili e mezzi pubblici. Il PCI, per bocca di Luigi Longo, addebita la responsabilità delle provocazioni a gruppi di poliziotti in borghese. Il ministro dell'Interno Taviani, rifacendosi a un comunicato della federazione comunista genovese, ribatte che i disordini sono opera dei comunisti dissidenti, detti "cinesi", che vanno organizzandosi in tutto il paese in opposizione al PCI.
Al comitato centrale comunista Longo addebita la perdita di unità nell'azione comunista alla situazione politica interna ed internazionale, in particolare al conflitto tra URSS e Cina e all'unificazione dei due partiti socialisti in funzione anticomunista.[29]

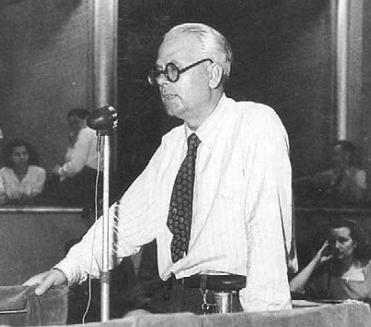
Enzo Misefari, uno dei fondatori del PCd'I-ML

- 15 ottobre: i dissidenti del PCI riuniti nel movimento marxista-leninista si riuniscono a Livorno e danno vita al Partito Comunista d'Italia (marxista-leninista). La costituzione avviene nella stessa sala dove nel 1921 Gramsci e Bordiga hanno dato vita al Partito Comunista d'Italia. I fondatori criticano e accusano i dirigenti del PCI di revisionismo, cioè di aver accettato la tesi di Nikita Sergeevič Chruščëv al XX congresso del PCUS che denigra Stalin, e di portare avanti una linea politica parlamentarista e riformista.
A seguito di una indagine di due anni sulla concessione di contributi agli enti lirici vengono incriminati undici funzionari ed ex funzionari del Ministero del Turismo e dello Spettacolo, un ex sovrintendente del teatro dell'opera e dodici impresari e agenti teatrali. Tra gli indagati figura il direttore generale dello spettacolo, che è anche capo di gabinetto del ministro. L'accusa è di truffa e falso ai danni dello stato tra il 1959 e il 1964.[30]
- 20 ottobre: a seguito delle dimissioni di Angelo Fantoni dall'INAIL, in cui rappresentava nel consiglio d'amministrazione la CISL, esplode sulla stampa il caso del deputato missino Giovanni Roberti e della liquidazione di 121 milioni di lire che deve prendere quale dipendente dell'ente assicurazione contro gli infortuni. Roberti figura infatti dipendente da 31 anni ma ha smesso di prestare la sua opera da quando, nel 1948, è deputato. Pur ineccepibile dal punto di vista legale Fantoni ritiene immorale e scandalosa la somma dovuta al Roberti per una carriera minima da impiegato, senza ruoli dirigenziali e la sua denuncia apre un dibattito politico sulla gestione fin troppo leggera dei fondi che lo Stato eroga agli enti previdenziali.
Il governo pone la fiducia sulla votazione di un ordine del giorno delle opposizioni che chiede di considerare una comunicazione del governo e non una proposta di legge il piano di programmazione economica quinquennale. A seguito della richiesta le opposizioni abbandonano l'aula e fanno mancare il numero legale a causa di alcune assenze nelle file della maggioranza.[31]
- 21 ottobre: la Camera conferma la fiducia al governo col voto dei partiti di maggioranza, assenti tutte le opposizioni.[32]
- 27-29 ottobre: si aprono a 24 ore di distanza i congressi del PSI e del PSDI, che hanno all'ordine del giorno la ratifica degli accordi per l'unificazione in un solo soggetto politico. Francesco De Martino condanna il comunismo come teoria e pratica di governo ma non esclude che possano maturare un domani le condizioni per una collaborazione del PCI al governo. Il PSI ha aderito incondizionatamente al metodo democratico e il centro-sinistra ne è il coronamento. La minoranza contesta che esiste il pericolo di una stabilizzazione nel sistema capitalistico al pari dei socialdemocratici.
Per Mario Tanassi l'unificazione sancisce l'isolamento della destra e una nuova prospettiva di lotta democratica per i lavoratori. La minoranza esprime preoccupazioni per le giunte locali, specie con l'istituzione delle regioni, laddove il PSI deve non solo non formare giunte coi comunisti, ma rompere i rapporti laddove tali maggioranze siano operative. Le mozioni per l'unificazione sono comunque approvate praticamente all'unanimità.[33]
- 30 ottobre: costituente socialista: i delegati dei due partiti approvano all'unanimità le conclusioni dei congressi socialista e socialdemocratico. Sono eletti per acclamazione Pietro Nenni presidente, Mario Tanassi segretario e Francesco De Martino vice segretario del nuovo soggetto politico, la cui denominazione è al momento "PSI-PSDI unificati". Alla proclamazione è presente Bruno Pittermann, presidente dell'Internazionale Socialista.[34]

#### Novembre
- 4 novembre: alluvione di Firenze.
- 8 novembre: Consiglio dei Ministri: stanziati 46,6 miliardi per gli interventi a Firenze e in altre zone colpite dal maltempo. A Firenze il governo sospende le scadenze delle cambiali, il pagamento delle locazioni e la riscossione delle imposte fino al 30 giugno 1967. Viene applicata un'imposta di 10 lire sulla benzina dalla quale si conta di ricavare ulteriori 180 miliardi. Smentiti ulteriori aumenti su tabacchi e alcolici.[35]
- 10 novembre: il segretario comunista Luigi Longo e Enrico Berlinguer rientrano da Mosca, dove hanno partecipato alle celebrazioni del 50º anniversario della Rivoluzione russa. Rispondendo ai giornalisti, presenti all’arrivo all’aeroporto di Fiumicino, il segretario si dice convinto dell’opportunità di una Conferenza mondiale dei partiti comunisti proposta dal PCUS, ma precisa che l’iniziativa deve essere accuratamente preparata.
- 16 novembre: Consiglio dei Ministri: nuove misure per Firenze. Viene approvato un aumento del 10% di tutte le imposte dirette per l'anno fiscale 1967. Con opportune variazioni di bilancio sono stanziati 196 miliardi per i lavori pubblici, 125 miliardi per l'agricoltura e 4,8 miliardi per musei e biblioteche.
- 19 novembre: devastanti allagamenti nel Polesine. 10.000 persone evacuate. Allagamenti a Roma e Grosseto. Il governo stanzia 700 miliardi per le opere di ricostruzione.[36]
- 23 novembre: parlando a Tribuna politica il segretario democristiano Mariano Rumor giudica particolarmente movimentato il momento politico, specie per l'unificazione socialista. La DC sta dando la priorità al piano quinquennale di sviluppo, punto di riferimento per lo sviluppo del paese. Nessuna collaborazione con il PLI.[37]
- 27-28 novembre: elezioni amministrative: avanzata democristiana e flessione comunista. I socialisti unificati perdono un punto a favore del PSIUP. Stabile il PLI, in regresso il MSI, praticamente scomparsi i monarchici.

#### Dicembre
- 1 dicembre: direzione del PRI: Ugo La Malfa dichiara che il suo partito non esclude del tutto il dialogo col PCI e la possibilità di avviare una crisi di governo.[38]
- 2 dicembre: parlando alla Camera sul piano quinquennale Moro fa presente che l'Italia dovrà accettare un periodo di austerità. Le prospettive si sono ridimensionate e il programma dovrà tornare alla commissione bilancio per le opportune correzioni.[39]
- 22 dicembre: Consiglio dei Ministri: approvati i disegni di legge sull'urbanistica e il diritto di famiglia.

### 1967

#### Gennaio
- 4-5 gennaio: si svolge a Roma la Conferenza dei partiti socialisti europei sui problemi politici ed economici di maggiore attualità in Europa. Fra i temi più discussi: l’ingresso della Gran Bretagna nella Comunità Europea, i rapporti con i partiti comunisti e la situazione monetaria internazionale. La Conferenza si svolge a porte chiuse e i suoi risultati sono comunicati alla stampa dal presidente dell’Internazionale socialista Bruno Pittermann. Aprendo i lavori Pietro Nenni polemizza con De Gaulle, affermando che qualora la Francia insistesse nel suo veto all’entrata della Gran Bretagna nel MEC si dovrebbe procedere ugualmente all’integrazione. Diverso l’orientamento del vice cancelliere tedesco Willy Brandt che considera fondamentale per l’integrazione europea la collaborazione franco-tedesca.
- 9 gennaio: Camera dei deputati: interrogazioni parlamentari sulla carica della polizia del 13 dicembre 1966 a Lentini. Emanuele Macaluso contesta le affermazioni del sottosegretario per l’Interno Remo Gaspari, che attribuisce al vicequestore la responsabilità della decisione di spostare 300 agenti da Catania in assetto da guerra per fronteggiare uno sciopero, e denuncia le pressioni di agrari e mafiosi. Affermazioni che suscitano vivaci reazioni dai banchi democristiani.
Inaugurazione dell’Anno Giudiziario. Il procuratore capo della Cassazione, Enrico Poggi, nel suo discorso inaugurale denuncia la crisi della giustizia e in particolare l’enorme cumulo di cause arretrate. Per quanto riguarda i reati afferma che sono in diminuzione ad eccezione della Sardegna, dove cresce il fenomeno del banditismo e dei sequestri.
- 10 gennaio: in risposta a un editoriale di Pietro Ingrao il segretario repubblicano Ugo La Malfa si dichiara favorevole ad abbinare alle elezioni politiche del 1968 le prime elezioni per le regioni a statuto ordinario. Ritiene però fondamentale sopprimere le province.
- 11 gennaio: Milano: la polizia irrompe nella casa di Giovanni Sacchi a Milano e sequestra 70 candelotti di tritolo, diversi detonatori e altro materiale esplosivo. Operati alcuni fermi: Maria Arena Regis, dirigente delle «Edizioni Oriente» specializzata nella pubblicazione di testi filocinesi, Alfreo Morlacchi, impiegato della stessa casa editrice, e Renato Saroni. Giovanni Sacchi riesce a darsi alla fuga. Il gruppo, che orbita nell’area dei gruppi «filocinesi», è accusato dalla polizia di programmare una serie di attentati fra cui la sede del Consolato USA, la Biblioteca americana (USIS) a Milano e altri a Vicenza.
- 14-17 gennaio: si riunisce per la prima volta il Comitato centrale del nuovo partito socialista unificato. Non essendo stato possibile raggiungere un accordo per un'unica relazione, i due co-segretari Francesco De Martino e Mario Tanassi presentano due relazioni che divergono sul giudizio della collaborazione governativa e sui rapporti col PCI. Critica verso la DC la posizione di De Martino, aperta al confronto quella di Tanassi. Di fronte a questa discordanza il Comitato centrale nomina una Commissione di 30 membri che fra molte difficoltà elabora un documento in cui si ribadisce la validità del centro-sinistra e si prospetta un suo rilancio procedendo all’attuazione del programma concordato. Il documento, che riflette la linea di Pietro Nenni, è approvato con 215 voti, 28 contrari e 6 astensioni. Per la minoranza lombardiana è un compromesso di vertice che non tiene conto del dibattito nel Comitato centrale e del malessere degli iscritti rispetto all’esperienza di governo.
- 19 gennaio: la Commissione Affari costituzionali della Camera approva con il voto contrario dei deputati della DC e del MSI lo schema di parere alla proposta di legge presentata dal Loris Fortuna che si propone di introdurre in Italia il divorzio. Secondo la Commissione la proposta non contrasta con l’ordinamento costituzionale in quanto il principio di unità e stabilità della famiglia, sancito dalla Costituzione, non comporta l’indissolubilità del matrimonio.
Due giorni dopo Paolo VI, in un discorso al personale della Sacra Rota, si pronuncia contro la decisione assunta dalla Camera, giudicandola in contrasto con il concordato e la Costituzione italiana.
- 23 gennaio: un ordigno a miccia collocato nella notte danneggia la sede nazionale del PCI a via Botteghe oscure. Sempre nella capitale, a distanza di 48 ore, due attentati alle sezioni comuniste di Monteverde e di Latino-Metronio.
- 25 gennaio: al Senato il Governo pone la fiducia contro due emendamenti presentati da Renato Bitossi (PCI) e Gastone Nencioni (MSI) al testo della legge di conversione del decreto sulla disciplina temporanea del trattamento giuridico, economico e di quiescenza del personale degli istituti previdenziali e ministeriali. Gli emendamenti sono entrambi respinti.
Camera: nella votazione sulle norme relativi agli asili nido il centro-sinistra si divide su un emendamento DC a favore delle donne lavoratrici, che è votato dal MSI e dal PLI, contrari PCI, PSI-PSDI e PSIUP.
- 26 gennaio: il senatore democristiano Girolamo Messeri presenta un’interrogazione al Senato dove accusa il ministro della Difesa Roberto Tremelloni per lo scandalo delle schedature di massa illegali, delle indagini informative e delle attività di spionaggio sistematicamente condotte dal SIFAR del generale Giovanni De Lorenzo nei confronti di uomini politici. L’interrogazione solleva molte polemiche. Nel dibattito Ferruccio Parri denuncia l’esistenza di un imponente archivio di notizie riservate, raccolte dai servizi nel corso di un’attività investigativa non documentata, e chiede l’istituzione di una commissione d’inchiesta parlamentare sull’intera vicenda. Tremelloni conferma l'esistenza dei fascicoli. Polemiche da parte del PSI-PSDI contro Aldo Moro che non deplora l'attacco di Messeri verso il ministro.

#### Febbraio
- 9 febbraio: al Senato con 110 voti contrari e 108 voti a favore è respinto il decreto legge sui previdenziali. 17 franchi tiratori nella maggioranza di governo. Si rischia la crisi del centro-sinistra.
Il Consiglio dei ministri della CEE decide di armonizzare le imposte indirette della Comunità, di adottare il sistema dell'imposta sul valore aggiunto e di approvare il primo programma di politica economica a medio termine che definisce e fissa gli obiettivi di politica economica della Comunità per gli anni successivi.
- 13-14 febbraio: in seguito alla situazione creatasi con la sconfitta del governo al Senato e la conseguente mancata conversione in legge del decreto per i dipendenti degli Istituti di previdenza, il Presidente del Consiglio si incontra con i partiti del centro sinistra e decide di non rassegnare le dimissioni richieste con forza da PCI e PSIUP. Moro chiede al Parlamento una nuova fiducia. Il Senato approva con 156 voti a favore e 114 contrari. La decisione di votare la fiducia provoca tensioni nel gruppo PSU e le dimissioni dei senatori socialisti Arnaud, Bonacina, Banfi e Viglianesi. La Camera approverà la fiducia nelle sedute dal 15 al 17 febbraio.
- 17 febbraio: mentre è ancora aperta davanti al Parlamento la questione dell’accertamento delle responsabilità politiche di chi ha ordinato e a che scopo ai Servizi segreti la schedatura di uomini politici e personalità, la Procura generale avvia un’inchiesta giudiziaria su chi ha reso noti i documenti riservati del SIFAR.

#### Marzo
- 8 marzo: convocato dal Presidente del Consiglio si svolge a Villa Madama un vertice dei partiti della maggioranza di governo per la «verifica» del programma.
- 30 marzo: visita ufficiale in Italia del vicepresidente degli Stati Uniti Hubert Humphrey che incontra i vertici dello Stato ed è ricevuto da Paolo VI. A Roma, violenti incidenti si verificano tra forze di polizia e dimostranti che protestano contro la visita del vice presidente americano: un bilancio di decine di feriti, 7 arrestati e 131 denunce. Tradotto in questura con i manifestanti anche Enrico Berlinguer. A Firenze, Humphrey è duramente contestato dai giovani che manifestano contro la guerra del Vietnam.

#### Aprile

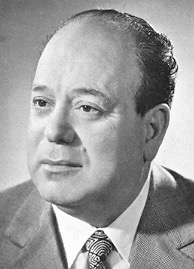
Remo Gaspari

- 4 aprile: alla Camera si discutono le interrogazioni presentate sulle cariche contro le manifestazioni di protesta per la visita di Humphrey, il sottosegretario agli Interni Gaspari afferma che il governo aveva il preciso dovere di intervenire per assicurare l’ordine e per proteggere il rappresentante degli Stati uniti da manifestazioni che sono degenerate in una serie di atti offensivi e incivili.
- 12 aprile: Roma: davanti all’ambasciata degli Stati Uniti un corteo di manifestanti contro la guerra in Vietnam è disperso dalla polizia con l’uso di idranti e gas lacrimogeni. A Firenze, promossa dal Consiglio studentesco della Facoltà di Magistero, si svolge la «veglia per il Vietnam». Nel corso della manifestazione il sindaco Giorgio La Pira lancia un appello per la cessazione dei bombardamenti USA.
- 14-16 aprile: al Palazzo dello Sport di Bologna si svolge l'Assemblea nazionale dei segretari di sezione del PCI. Vi partecipano 2500 delegati, apre i lavori la relazione di Armando Cossutta incentrata sul ruolo della sezione comunista, centro di democrazia e di iniziativa politica. Il segretario Luigi Longo ribadisce la necessità di far avanzare intese unitarie fra tutte le forze democratiche, come condizione per un mutamento del quadro politico a fronte della crisi della formula di centro-sinistra.
- 19 aprile: sulla base delle risultanze della commissione d’indagine sul caso SIFAR, istituita dal ministero della Difesa e presieduta dal generale Angelo Beolchini, il generale Giovanni De Lorenzo è destituito dall’incarico di Capo di stato maggiore dell’Esercito.
- 21 aprile: Senato: si discutono interpellanze e interrogazioni sul caso SIFAR. Il ministro della Difesa Tremelloni ammette che il servizio segreto delle forze armate dal 1956 al 1966 ha oltrepassato ogni limite di garanzia.
Inizia in Grecia la dittatura dei colonnelli.

#### Maggio
- 1 maggio: il segretario della DC, Mariano Rumor, rivendica alla DC le scelte politiche del paese. Sostiene che non è possibile un partito di ispirazione cattolica di orientamento moderato in presenza di un grande partito socialista democratico nel quale confluiscono anche elementi ex comunisti.[40]
- 3 maggio: Camera dei deputati: durante la discussione sull’attività del SIFAR il Governo pone la fiducia sulla reiezione di due mozioni, quella presentata dal gruppo PCI, che chiede l’istituzione di una commissione d’inchiesta parlamentare sulla vicenda, e quella presentata dal gruppo del PLI, che chiede l’accertamento delle responsabilità politiche. Entrambe le mozioni sono respinte. Nella stessa seduta il Governo pone la fiducia sull’approvazione di un ordine del giorno, presentato da Zanibelli (DC), M. Ferri (PSU), La Malfa (PRI), che approva le dichiarazioni del Ministro della difesa sull’attività del servizio segreto. I voti favorevoli sono 293, i contrari 180.
- 5 maggio: consiglio nazionale del PLI: Giovanni Malagodi rivendica la continuità e la coerenza ideale dei liberali e ritiene che l'azione del centro-sinistra sta portando lo stato allo sfascio. Il PLI si colloca idealmente in quel centro che l'alleanza DC-PSI sta poco a poco sgombrando.
- 14 maggio: su «L'Espresso» il giornalista Lino Jannuzzi rivela l'esistenza del PIANO SOLO: un colpo di Stato che grazie all'apparato del SIFAR sarebbe stato preparato nell'estate del 1964 con l'aiuto di De Lorenzo, allora comandante generale dei Carabinieri. Nell’articolo si sostiene la complicità del Presidente della Repubblica Antonio Segni nel tentato golpe, che avrebbe dovuto favorire la nascita di un Governo di destra e porre fine all'esperienza del centro-sinistra. Nel numero successivo il settimanale riporta testimonianze del senatore Ferruccio Parri, dell’onorevole Luigi Anderlini e del socialista Pasquale Schiano.
- 15-20 maggio: con una comunicazione alle camere il governo smentisce ufficialmente la ricostruzione de L'Espresso e l'esistenza di qualsiasi complotto organizzato. PCI, PLI e MSI chiedono una commissione parlamentare d'inchiesta, i partiti della maggioranza si rinfacciano le proposte disattese per mettere mano a un riordinamento dello Stato democratico, sul quale si era posto gravi riserve Cesare Merzagora. Mentre il generale De Lorenzo smentisce ogni parola della pretese ricostruzione, Jannuzzi pubblica nuove rivelazioni in cui si parla di riunioni militari clandestine e di liste di personalità e cittadini da trarre in arresto. DC e PSU esprimono contrarietà alle richieste di indagine parlamentare. Il ministro della difesa, Roberto Tremelloni, è pressato da tutti i partiti affinché apra un'indagine e riferisca al più presto in Parlamento.[41]
- 19 maggio: Consiglio dei ministri: il governo approva il disegno di legge che istituisce l'assicurazione obbligatoria per le auto e i natanti.
- 30 maggio: assemblea annuale della Banca d'Italia: il governatore Guido Carli dedica la relazione al disordine amministrativo e finanziario dello stato, in particolare sulla disparità di trattamento legislativo di azioni e titoli a reddito fisso, che pone una pesante ipoteca sugli investimenti delle imprese e dei singoli cittadini. C'è un forte incoraggiamento dell'irresponsabilità delle imprese per i criteri troppo assistenziali del sistema bancario nell'erogazione del credito. La lira mantiene una buona posizione.

#### Giugno
- 4 giugno: Consiglio dei ministri: viene approvato il disegno di legge sulla elezione dei consigli delle regioni a statuto ordinario. Le elezioni si svolgeranno col sistema proporzionale assegnando i seggi sulla base di circoscrizioni estese sulle province della regione.[42]
- 11-12 giugno: mentre infuria la guerra dei sei giorni in Sicilia si vota per l'assemblea regionale. Si registrano una forte flessione della DC (-1 seggio) e del PCI (-2 seggi). Stazionari i liberali e i socialisti unificati, 4 seggi al PSIUP, forte crescita dei repubblicani che passano da 2 a 4 seggi. Lieve calo per monarchici e MSI.[43]
- 16-21 giugno: al Senato i comunisti ricorrono all'ostruzionismo per ritardare l'approvazione della legge di pubblica sicurezza. I comunisti ritengono incostituzionale l'articolo che consente al governo di deliberare lo stato di pericolo in circostanze di urgenza. Lo scontro si protrae per quattro sedute. Il ministro dell'Interno, Paolo Emilio Taviani, propone un emendamento che limita il potere del governo a gravi calamità come alluvioni e terremoti ed esclude senza possibilità di interpretazioni le agitazioni di natura politica.[44]
- 21 giugno: il Tribunale di Roma condanna lo scrittore Danilo Dolci a due anni di reclusione con l’accusa di aver calunniato nel corso di una conferenza stampa l’ex ministro per il Commercio Estero Bernardo Mattarella di collusione con la mafia e il sottosegretario alla Sanità Calogero Volpe. La conferenza stampa all’origine della querela degli esponenti DC nei confronti dello scrittore si era svolta nel settembre del 1966 e seguiva la consegna alla Commissione Antimafia di un’ampia documentazione sui rapporti tra mafia e politica in Sicilia raccolta da Dolci e dal suo collaboratore Franco Alasia. La pena non sarà scontata in quanto coperta dal condono.
- 25 giugno: Consiglio dei ministri: approvato un decreto legge che proroga la scadenza dei fitti bloccati. Il provvedimento, che dovrà passare in Parlamento per la trasformazione in legge, applica il blocco ai conduttori con famiglia il cui reddito non superi le 100.000 lire mensili ed anticipa al 31 dicembre 1967 lo sblocco per gli iscritti nei ruoli dell'imposta complementare per una cifra uguale o superiore ai due milioni.[45]
- 26 giugno: il governo italiano fa presente alla CEE di volersi opporre alla trattativa per l'ingresso dell'Austria nella comunità europea fino a quando non cesserà di ospitare e offrire comunque copertura ai terroristi altoatesini. L'iniziativa fa seguito ad alcune interrogazioni in cui si chiede al ministro degli Esteri di assicurare il parlamento italiano in tal senso.[46]
- 27 giugno: i carabinieri, allertati da due cercatori erboristi, sventano un attentato sulla linea ferroviaria Torino-Savona, dove due terroristi riusciti a fuggire avevano sistemato un ordigno di medio potenziale.[47]

#### Luglio
- 8 luglio: dopo due giorni di sciopero dei dipendenti dell'Azienda di Stato per i servizi telefonici, che ha messo in ginocchio le comunicazioni extraurbane e internazionali e i collegamenti delle telescriventi, si apre il caso delle competenze tra l'azienda di stato, controllata dal ministero delle poste, e la SIP del gruppo IRI. Oggetto del contendere è il traffico misto, gestito dall'ASST ma che si svolge in parte su una rete, in parte su un'altra. I sindacati dell'azienda statale vogliono impedire la cessione di parte di questo traffico alla SIP, sostenendo che così gli utenti sarebbero esposti a una gestione manageriale che scarica i costi e le esigenze del profitto privato nelle bollette. Il ministro respinge le argomentazioni come pretestuose, dal momento che l'IRI è un'azienda statale senza interessi privati.[48]
- 10 luglio: comitato centrale del PCI: dopo la disfatta elettorale in Sicilia Pio La Torre viene sostituito alla segreteria regionale da Emanuele Macaluso. Giorgio Napolitano fa presente che il PCI non ha una vera alternativa da proporre al paese e che l'alternativa al centro-sinistra è da tempo logora propaganda.
- 12 luglio: il ministro degli Interni, Paolo Emilio Taviani, si reca in Alto Adige per incontrarsi con la squadra interforze antiterroristica. Partecipano i capi della polizia e dei servizi segreti, il vice comandante generale dei carabinieri e il comandante del IV corpo d'armata dell'esercito e il questore di Bolzano. All'ordine del giorno la sorveglianza del confine italo-austriaco e dei potenziali obiettivi di attentati.[49]
- 13-14 luglio: alla Camera in occasione della discussione delle mozioni sulla politica estera e in particolare sul Medio Oriente, il Governo pone la questione di fiducia sull’approvazione dell’ordine del giorno a sostegno delle dichiarazioni del Governo, che è approvato con 287 voti favorevoli e 207 contrari. Non partecipano al voto Lombardi, Santi, Giolitti, Codignola, altri deputati lombardiani e della sinistra socialista, a cui si aggiungono numerosi DC.
- 20 luglio: Consiglio dei ministri: viene approvato il disegno di legge sulla riforma tributaria. Tutte le imposte dirette saranno sostituite da una imposta unica sul reddito e una imposta sulle persone giuridiche. L'IGE sarà sostituita dall'IVA. Saranno abrogate le imposte di famiglia e di consumo. Adottate diverse misure di risanamento della finanza locale.[50]
- 21 luglio: muore l'ex ministro Gaetano Martino.

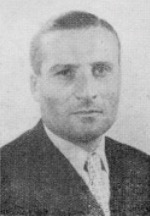
Paolo Rossi

- 25-27 luglio: inizia alla Camera la discussione sul problema del terrorismo altoatesino. In apertura di seduta Giorgio Almirante consegna alla presidenza un documento attribuito al governo, nel quale sono contenute le proposte italiane per la ricerca di una soluzione. Il Presidente del Consiglio lo definisce apocrifo. Nell'attesa dell'intervento di Moro il deputato socialista Paolo Rossi denuncia l'intenzione del MSI di voler sabotare le trattative, denunciare l'accordo tra De Gasperi e Gruber e interrompere i rapporti diplomatici con l'Austria al fine di impedire qualsiasi trattativa. Moro ribadisce i punti fermi della trattativa da parte italiana, che comprendono l'intangibilità della frontiera del Brennero e la disponibilità a concedere un regime di ampia autonomia alle province di Trento e Bolzano. La Camera, a maggioranza, approva l'operato del governo.[51]
- 27-28 luglio: consiglio nazionale della DC: il congresso del partito è convocato a Milano per novembre. La minoranza di sinistra de La Base, che si è riunita a convegno alla vigilia dell'assise, accusa la direzione di gestione oligarchica del partito. Giovanni Galloni lo sostiene esprimendo un giudizio negativo sull'operato del governo. Disaccordi per la richiesta di voto proporzionale ai congressi provinciali e nazionale.
- 30 luglio: Consiglio dei ministri: viene approvato il bilancio di previsione per il 1968 con 875 miliardi di maggiori entrate e 861 di maggiori spese, con un disavanzo che sale a 1149 miliardi. Istruzione, sanità ed edilizia i settori di maggiore investimento. Per ridurre il divario costi-ricavi, e il conseguente ricorso ai mutui della Cassa depositi e prestiti, viene approvato un aumento delle tariffe postali e telegrafiche. Istituito il Ministero per la ricerca scientifica.[52]

#### Agosto
- 11 agosto: muore Vittorio Valletta.
- 19 agosto: La Paz (Bolivia), è tratto in arresto Giangiacomo Feltrinelli e la sua compagna Sibilla Melega. L’accusa è di contatti con guerriglieri filo castristi. L’editore era a La Paz per il processo, iniziato il 18 agosto a porte chiuse, contro il giornalista francese Régis Debray e altri 5 imputati accusati dalla dittatura boliviana di connivenza con la guerriglia. Il 20 agosto Feltrinelli sarà rilasciato, anche grazie all’intervento del governo italiano, ed espulso dalla Bolivia.
- 27 agosto: Il Presidente della Repubblica Giuseppe Saragat nomina Giovanni Leone senatore a vita.
Il parroco di San Martino di Casies viene arrestato con l'accusa di favoreggiamento verso cinque terroristi altoatesini responsabili dell'omicidio di due guardie di finanza. Il sacerdote avrebbe dato loro compiacente ospitalità.

#### Settembre
- 5 settembre: a Porto Tolle, nel Polesine, la polizia opera 10 arresti e spicca decine di denunce in relazione alla manifestazione del 25 agosto in cui i dimostranti chiedevano il rafforzamento degli argini del Po e la promozione di lavori socialmente utili. Gli arrestati saranno scarcerati il 16 settembre.
- 7 settembre: inaugurando la Fiera del Levante, Aldo Moro conferma che il paese ha superato la fase critica della congiuntura e si sta rapidamente avviando alla ripresa attraverso nuovi investimenti.
- 22 settembre: il ministro delle poste, Giovanni Spagnolli, dichiara a nome del governo che nel piano quinquennale di sviluppo sono previsti 40 miliardi per il sistema radio-televisivo e che lo stesso non comprende l'avvio delle trasmissioni a colori. Se la questione è rinviata a dopo il 1971, ha aggiunto, non è escluso che il comitato per la programmazione economica possa individuare anche prima il sistema da adottare, in modo da consentire all'industria di studiare i propri piani di sviluppo degli apparecchi.
- 24 settembre: le aziende ospedaliere minacciano agitazioni per la situazione debitoria delle mutue rispetto alle prestazioni erogate, che rendono difficoltoso onorare i compensi dovuti al personale sanitario.[53]
- 30 settembre: un ordigno esplosivo viene collocato sul treno che collega Monaco di Baviera a Roma. Il pronto intervento di due agenti di polizia alla stazione di Trento consente di far esplodere la bomba su un binario isolato, ma i due agenti restano uccisi. Il comitato per la liberazione del sud Tirolo annuncia una offensiva anti italiana in reazione all'arresto degli autori di alcuni attentati in Alto Adige.[54]

#### Ottobre
- 5 ottobre: alla Camera viene approvata una mozione che autorizza il governo ad avviare una trattativa bilaterale con la Santa Sede per la revisione di alcuni punti del concordato tra Stato e Chiesa del 1929. La mozione, su cui è stata posta la fiducia, è votata dai soli partiti della maggioranza. Moro dichiara che la revisione tutelerà le ragioni del diverso ordinamento dello stato ma anche quelle della pace religiosa.
- 6-10 ottobre: la procura della repubblica di Sassari spicca quattro mandati di cattura contro il capo della squadra mobile, un brigadiere e un agente in forza alla questura della città. Altri sei agenti sono indagati. A tutti sono contestati i reati di falso e lesioni in varie operazioni di repressione del banditismo sardo. Il ministro degli Interni Taviani reagisce con la richiesta di una commissione parlamentare d'inchiesta sul fenomeno del banditismo sardo con scadenza slegata al termine della legislatura, al pari della commissione antimafia. Nelle stesse ore in cui la magistratura precisa che i reati contestati sono lesioni, violenza privata, falso ideologico e calunnia il Consiglio dei ministri esprime parere favorevole alla proposta di una commissione.[55]
- 12 ottobre: i ministri del tesoro e del bilancio, Pieraccini e Colombo, presentano al senato le relazioni sulla situazione economica del 1967 e lo stato di previsione per il 1968. Continua la crescita del reddito nazionale ma rimane irrisolto il problema della finanza locale e previdenziale.[56]
- 14 ottobre: alla commissione giustizia della Camera, dove è previsto l'inizio dell'esame dei singoli articoli, una mozione della DC per un nuovo esame di costituzionalità del progetto di legge sul divorzio è respinta a larga maggioranza da PCI, socialisti unificati, PSIUP, PRI e PLI. Con la DC vota a favore soltanto il MSI.
- 15 ottobre: all'inaugurazione dell'ospedale San Carlo di Milano il Presidente del Consiglio Aldo Moro annuncia che lo Stato, seppure con uno sforzo non indifferente, si farà carico dei debiti che le mutue hanno accumulato verso i 1300 ospedali italiani per rette e interventi. Moro non espone cifre perché la somma dovrà essere quantificata al 31 dicembre e si limita a chiarire che l'esborso sarà spalmato sui bilanci di previsione dei prossimi anni. Il sindacato degli operatori ospedalieri ritiene che il tesoro dovrà sobbarcarsi una spesa non inferiore ai 500 miliardi.[57]
- 17 ottobre: la Camera approva il disegno di legge "norme per la elezione dei Consigli regionali delle Regioni a statuto ordinario". Sarà approvata dal Senato il 14 febbraio 1968.

#### Novembre
- 1 novembre: al termine di una seduta fiume durata 15 giorni viene approvata alla Camera con 445 voti a favore e 98 contrari la legge per l'istituzione delle regioni a statuto ordinario, che prevede le prime elezioni nel 1969. La seduta è stata caratterizzata dallo scontro tra la maggioranza regionalista (i partiti di governo, il PCI e il PSIUP) e quella antiregionalista (PLI, monarchici e MSI) con degenerazioni in rissa tra i gruppi, l'insidia continua dei franchi tiratori, l'annuncio di un attentato al palazzo di Montecitorio e il lancio di volantini contrari alla legge dalle tribune del pubblico da parte di militanti di destra fatti appositamente entrare.[58]
- 6-8 novembre: parlando all'assemblea annuale dei Cavalieri del lavoro il Presidente del Senato, Cesare Merzagora, pronuncia un discorso polemico sull'organizzazione democratica dello stato, di cui affronta i nodi irrisolti e le resistenze al cambiamento. I suoi toni critici sono giudicati sconvenienti, soprattutto perché espressi dalla seconda carica dello stato. La reazione contraria di tutti i partiti è praticamente unanime. Nella prima seduta utile del Senato Merzagora presenta le dimissioni che, dopo un primo voto contrario, vengono accolte. Il senatore democristiano Ennio Zelioli-Lanzini è eletto presidente con 145 voti su 268 votanti.
- 7 novembre: Trento: Il movimento studentesco rende pubblico il documento noto con il titolo «La nuova fase politica del movimento studentesco trentino». Il documento, tracciato un bilancio-cronistoria delle lotte della Facoltà di Sociologia, indica la necessità di aprire una nuova fase nella lotta degli studenti. Si tratta dell’ultimo atto pubblico dell'Organismo rappresentativo della Facoltà che, pur riorganizzatosi a novembre e riconosciuta la funzione dell’assemblea studentesca, decadrà nel dicembre per dar vita a nuove forme di organizzazione politica del movimento.
- 10 novembre: a Cosenza oltre 15.000 studenti manifestano per l’istituzione dell’Università in Calabria. Nella regione, contadini e studenti, lottano per il lavoro. I disoccupati di Isola di Capo Rizzuto chiedono l’occupazione delle terre dei grandi proprietari assenteisti. Si manifesta contro gli arresti operati dalle forze di polizia: 10 a Cutro e 14 braccianti a Isola di Capo Rizzuto.
- 11 novembre: inizia il processo intentato dal generale Giovanni De Lorenzo contro il settimanale «L’Espresso» per i fatti del SIFAR del 1964. Il processo si concluderà il 1º marzo del 1968 con la condanna per diffamazione a diciassette mesi per Eugenio Scalfari e a sedici mesi per Lino Jannuzzi. La vicenda si chiuderà definitivamente solo nel 1972 con la remissione della querela da parte di De Lorenzo e quando sia Scalfari che Jannuzzi erano stati eletti alla Camera nelle liste del PSI.
- 12-13 novembre: elezioni amministrative in 223 comuni e al consiglio provinciale di Forlì: i partiti mantengono le loro posizioni ma si registra un clamoroso crollo dei monarchici a Lecce, che scendono dal 23 al 4% a favore del PLI e del MSI, che si dividono i loro voti. Sempre a Lecce il primo eletto del Partito comunista d'Italia marxista-leninista.[59]

Manifestazione a favore del divorzio

- 17 novembre: la commissione giustizia della Camera approva l'articolo 1 della legge Fortuna-Baslini per l'introduzione del divorzio. L'accettazione dei principi su cui si baseranno le cause di scioglimento, contro cui hanno votato contro solo DC e MSI, provoca una decisa reazione del Vaticano. Una nota de L'Osservatore Romano ripone fiducia nella contrarietà democristiana e nei numerosi precedenti, tutti respinti[60].
- 17-18 novembre: Milano: gli studenti, in segno di protesta contro l’aumento del 50 per cento delle tasse universitarie, occupano l’Università Cattolica. L’occupazione iniziata alle ore 20 del 17 termina all’alba del 18 novembre con l’intervento della polizia guidata dal commissario Luigi Calabresi.
Milano: lo stesso giorno in cui è occupata la Cattolica, si svolge l’Assemblea ad Architettura, gli studenti del primo e del secondo anno prendono atto che i docenti non hanno dato corso a nessuna delle 11 delibere concordate il 20 marzo 1967 a conclusione delle agitazioni iniziate il 26 gennaio 1967. L’assemblea, nella mozione approvata, denuncia il mancato rispetto degli impegni e chiede la sospensione dei corsi iniziati e l’avvio di un seminario in cui gli studenti assumono il «controllo» dell’attività didattica.
- 23-26 novembre: congresso della DC a Milano. La lista composta da dorotei, morotei, fanfaniani e andreottiani, guidata da Rumor, ottiene il 64,2% dei voti e 78 seggi. I dorotei però sono ridimensionati nella distribuzione dei seggi e ne ottengono 34, i fanfaniani 21, i morotei 14, gli andreottiani 9. La corrente dei "pontieri" (che si propone cioè come ponte tra la maggioranza e la sinistra), guidata dal Ministro Taviani e dai sottosegretari Francesco Cossiga e Adolfo Sarti, consegue il 12% dei voti e 14 seggi, la sinistra il 23,8% e 28 seggi. Nel suo intervento Aldo Moro, alla luce delle polemiche sul cammino della legge per il divorzio, dedica ampio spazio all'aconfessionalità della DC, partito di cattolici ma non cattolico.
- 25 novembre: si apre un convegno sul tema "La fine dell’unità politica dei cattolici, la socialdemocrazia al potere e le prospettive della sinistra italiana", organizzato da un gruppo di cattolici (poi definiti «cattolici del dissenso») che cercano di portare alle estreme conseguenze le innovazioni introdotte dal concilio Vaticano II.
- 27-30 novembre: Torino: Al termine di un’assemblea di due ore gli studenti decidono di occupare Palazzo Campana. Il Senato accademico si appella ai giovani «che sentono impegno di serietà» e non intendono che siano turbati gli studi. Tra il 29 e il 30 studenti contrari all’occupazione entrano a forza nell’Università. Seguono tafferugli. «La Stampa» enfatizza i contrasti fra occupanti e studenti che vogliono seguire le lezioni. Gli occupanti promuovono un referendum fra tutti gli studenti per proseguire nell’occupazione. Il responso sarà di continuare. L’occupazione si protrarrà fino al 20 dicembre 1967, quando interverrà la polizia per procedere allo sgombero. Palazzo Campana sarà immediatamente rioccupato. Il 30 dicembre a Genova e Pavia sono occupate le Facoltà di Lettere e Filosofia. A Genova gli studenti chiedono il ritiro della circolare governativa che discrimina gli studenti greci, la modifica della politica edilizia del Consiglio d’amministrazione, l’estensione a tutte le facoltà della lotta contro la riforma Gui. Il primo dicembre a sostegno della lotta universitaria manifestano anche gli studenti degli istituti di istruzione media. A Pavia, insieme alla lotta alla «riforma», si battono contro l’istituzione della Facoltà di Magistero che graverebbe sulle già inadeguate strutture della Facoltà.

#### Dicembre
- 1-2 dicembre: si estende la lotta nelle Università. Cagliari: occupate Lettere e Magistero. Pavia: occupate Lettere e Matematica. Torino: gli studenti svolgono il referendum per il proseguimento dell’occupazione di Palazzo Campana, a favore 815 voti contro 418. L’occupazione terminerà il 27 dicembre con lo sgombero da parte della polizia. Milano: prosegue la mobilitazione studentesca. Genova: prosegue l’occupazione di Lettere. Il preside fa sapere ai giovani riuniti in assemblea che non è «più in grado di garantire la loro incolumità». Un’indiretta anticipazione dello sgombero effettuato da carabinieri e polizia nella notte tra il 2 e 3 dicembre.

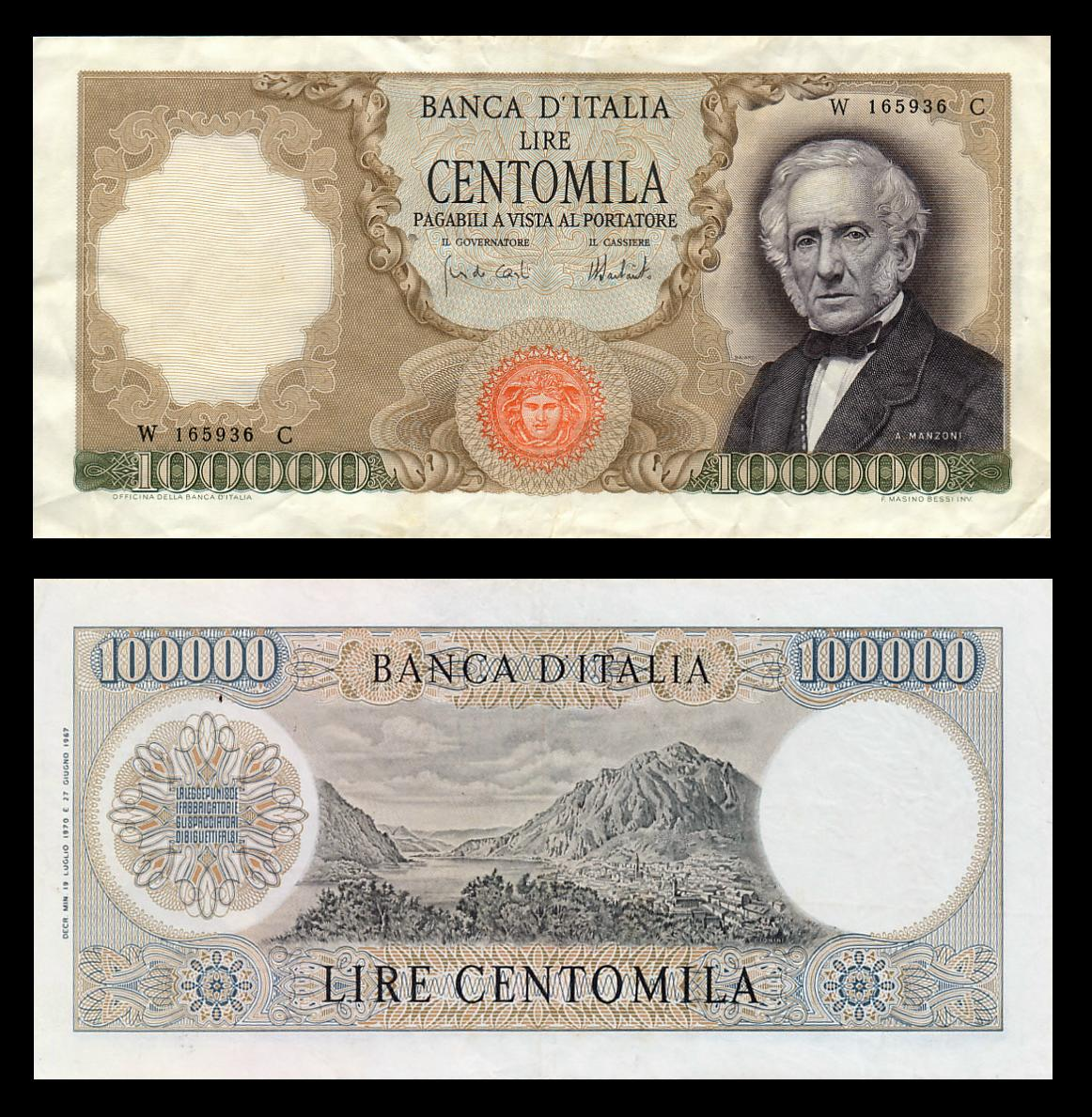
La nuova banconota da centomila lire

- 3 dicembre: la Banca d'Italia mette in circolazione le nuove banconote da 50.000 lire e 100.000 lire, annunciate in primavera e autorizzate con decreto del 25 giugno. Sono destinate a facilitare il lavoro delle banche e dei grandi operatori economici con tagli adeguati all'aumento delle somme lavorate. La novità adegua i massimi tagli italiani a quelli degli altri stati europei.
- 6 dicembre: nella discussione al Senato sul bilancio dello stato per il 1968 il ministro del Lavoro Giacinto Bosco fa presente che un eventuale aumento delle pensioni non può essere attuato se non a mezzo di aumenti da individuare nelle imposte e nei contributi, poiché il disavanzo del fondo sociale dello stato e degli enti mutualistici cresce ad un ritmo sempre maggiore. Senza interventi si prevede che raggiungerà quasi 3000 miliardi nel 1975.
- 7-9 dicembre: al Senato il governo viene battuto dalle opposizioni di sinistra e destra che, con l'aiuto di una pattuglia di franchi tiratori, fanno passare un emendamento che stanzia 75 miliardi per l'aumento delle pensioni di guerra e un assegno vitalizio ai combattenti della guerra di Libia. Il ministro del tesoro, che aveva annunciato la contrarietà del governo, chiede il rinvio della seduta perché la legge, così modificata, non ha la necessaria copertura finanziaria. Moro convoca una riunione urgente coi ministri finanziari, il governatore della Banca d'Italia, il ragioniere generale dello stato Gaetano Stammati e il presidente della commissione per il piano quinquennale. Scartata la soluzione di un aumento del già pesante deficit di bilancio si decide di affidare al governo l'individuazione di nuove entrate per coprire la spesa imprevista. Il Consiglio dei ministri decide di prorogare fino a cessate necessità l'addizionale pro alluvionati sulle imposte dirette istituita a seguito delle alluvioni del 1966, che sarebbe scaduta il 31 dicembre. Si prevede un gettito straordinario di 150 miliardi, l'eccedenza dei quali sarà destinata al fondo per le pensioni INPS.[61]
- 18 dicembre: parlando a Torino Aldo Moro sostiene che per il bene del popolo italiano è necessario opporre molti rifiuti. Il moltiplicarsi delle richieste da ogni gruppo sociale si scontra infatti coi limiti del bilancio statale, esposto peraltro a colpi di mano come quello delle pensioni di guerra. Il Presidente del Consiglio accusa le opposizioni di manovra elettorale in vista delle elezioni di giugno.
A Torino viene occupata la Facoltà di Architettura a palazzo del Valentino. Secondo le cifre riportare da «La Stampa» all’assemblea che ha deciso l’occupazione hanno partecipato 224 studenti su 800 iscritti. Hanno votato a favore 160 studenti.[62]
- 20 dicembre: il ministro della Pubblica Istruzione, Luigi Gui, emette una minacciosa circolare in cui, affermato che per nessun motivo si possono giustificare assenze e interruzioni di lezioni, invita le autorità scolastiche a rispettare le norme previste dai regolamenti, in particolare «nei confronti degli studenti promotori delle agitazioni» e a denunciare all'autorità giudiziaria gli «estranei» partecipanti alle manifestazioni. All'università di Torino il rettore denuncia alla magistratura l’occupazione di Palazzo Campana, giunta al suo 25 ° giorno. Proseguono le occupazioni di Architettura e di Palazzo Campana, dove si continuano a mettere a punto i documenti che saranno alla base della «Carta rivendicativa» resa pubblica a gennaio del 1968.
- 22 dicembre: 104 parlamentari della DC firmano una lettera indirizzata al Presidente del Consiglio, Aldo Moro, e al segretario del partito, Mariano Rumor, per una rapida approvazione della riforma universitaria. 
Al processo che vede contrapposti il generale De Lorenzo e il settimanale l'Espresso il generale Giorgio Manes, vice comandante dell'Arma, afferma che le massime autorità di pubblica sicurezza e i vertici dei carabinieri erano all'oscuro delle schedature predisposte da De Lorenzo. Quest'ultimo, a sua volta, ammette l'esistenza dei fascicoli ma nega che fossero liste di persone da arrestare all'atto di un colpo di Stato. Secondo l'alto ufficiale erano normali informazioni riguardanti atteggiamenti politici e sindacali che potevano sfociare in azioni eversive.[63]
- 27-30 dicembre: Torino: con un’azione coordinata la polizia, su richiesta del rettore e del preside della facoltà di Architettura, sgombera gli studenti da Palazzo Campana, occupato da oltre un mese, e dalla Facoltà di Architettura al palazzo del Valentino, occupata da dieci giorni. Lasciate, senza incidenti, le Facoltà gli studenti, riuniti presso la sede del PSIUP, decidono per il giorno dopo di rioccupare Palazzo Campana. Immediato, entro mezz’ora, lo sgombero. 60 studenti denunciati. Comincia all’esterno dell’Università il lavoro verso gli studenti medi con interventi e assemblee nella Regione. Il 30 una polemica conferenza stampa del Rettore, che definisce le agitazioni confuse e strumentali le loro motivazioni. Conseguenza di una pianificata manovra politica contro la legge Gui e contro l’acquisto dell’area della Mandria per la nuova Città universitaria. Infine contesta il ruolo dell’Assemblea e del Comitato di agitazione, riconoscendo solo l’«Interfacoltà» come soggetto con cui trattare, rivendica il ruolo dei docenti e il suo dovere di ricorrere alla magistratura contro i disordini.

### 1968

#### Gennaio
- 2 gennaio: Torino: conferenza stampa del Movimento studentesco. Gli studenti di Palazzo Campana illustrano le ragioni della loro lotta e i documenti elaborati dai «gruppi di studio» e dall’Assemblea. Presentano la «Carta rivendicativa degli studenti» e convocano per l’8 gennaio un’assemblea, tavola rotonda, a cui invitano anche il Rettore e i docenti.
Un gruppo di cattolici del dissenso fermato e denunciato mentre prega per la pace in piazza San Pietro la notte di san Silvestro.
- 3 gennaio: a Caltanissetta il preside del liceo classico «Ruggero Settimo» invia a genitori e studenti una copia della circolare 393 del 3 novembre 1967 del ministero della Pubblica Istruzione che prevede sanzioni disciplinari per gli alunni promotori di «astensioni collettive» dalle lezioni. Gli studenti riuniti in assemblea nella sala del consiglio municipale ribadiscono la volontà di battersi per la riforma e democratizzazione della scuola, contro ogni autoritarismo.
- 4-5 gennaio: Torino: più di cento studenti, responsabili di aver rioccupato il 29 dicembre Palazzo Campana sgombrato dalla polizia il 27 dicembre, ricevono la comunicazione della loro sospensione per un anno dagli esami e di essere stati denunciati all’autorità giudiziaria. La misura repressiva è stata adottata dal Senato accademico il 30 dicembre. Molti studenti, anche non sospesi, sul modello delle agitazioni nelle Università americane, riconsegnano i tesserini universitari e si autodenunciano come responsabili dell’occupazione. L’Assemblea che si svolge alla Camera del lavoro si pronuncia per continuare l’agitazione. Intanto si sviluppa un inteso lavoro di volantinaggio contro la repressione davanti alle scuole medie e agli istituti professionali.
- 8 gennaio: università di Torino: il rettore in occasione della riapertura dei corsi prevista per l’indomani, alla riunione svolta con i presidi delle Facoltà che fanno capo a Palazzo Campana, anticipa: «se gli studenti occuperanno li faremo sgombrare». Lo stesso giorno nella sede degli universitari cattolici si svolge una tavola rotonda sui problemi dell’Ateneo, presenti i professori Bobbio e Viola. Gli studenti illustrano le «Carte rivendicative» e sottolineano la necessità di nuove occupazioni. Bobbio esprime dubbi sia sulle «Carte rivendicative» sia sull’opportunità delle occupazioni, piuttosto invita a sperimentare l’introduzione di nuovi argomenti di studio e nuove metodologie didattiche.
Direzione nazionale dei socialisti unificati: la relazione di Nenni affronta le questioni inerenti allo scandalo SIFAR, alla posizione italiana sulla guerra nel Vietnam e alla ripresa dell'attività parlamentare. Nel corso della discussione un duro attacco di Riccardo Lombardi a Nenni che accusa di aver ceduto al «ricatto» DC nel corso della crisi del 1964 partecipando così ad un governo che si definisce «centrista».
- 8-9 gennaio: Torino: si svolge il primo Convegno del Movimento studentesco: vi partecipano gli studenti delle Università di Milano, Torino, Pavia, Roma, Napoli, Venezia, Pisa, Bari, Modena, Siena, Trento, Genova, Cagliari. Il dibattito si polarizza attorno alla linea del «Potere studentesco», come va emergendo nell’esperienza di Palazzo Campana, le tesi dei marxisti-leninisti (Napoli) e la linea del «Potere operaio» rappresentata dai pisani. Lo scontro di posizioni non consente l’approvazione di una mozione unitaria.

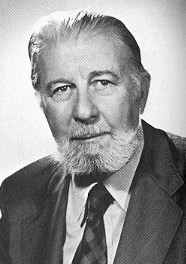
Aldo Bozzi

- 11 gennaio: la commissione giustizia della Camera approva lo scioglimento degli effetti civili del matrimonio concordatario. Vota contro soltanto la DC, che su questo tema appare ormai isolata in compagnia del MSI. Il Vaticano reagisce con una nota de L'Osservatore Romano in cui si sostiene che l'Italia non può introdurre il divorzio per gli impegni assunti con il concordato del 1929. L'on. Aldo Bozzi (PLI) ricorda alla chiesa di aver approvato lo scioglimento dei vincoli religiosi e civili dei matrimoni tra cattolici ed ebrei al tempo delle leggi razziali e che la revisione degli accordi, già approvata, adeguerà le norme al mutare dei tempi.
I direttivi parlamentari democristiano e socialista unificato si riuniscono, separatamente, per esaminare le leggi che vanno approvate prima della scadenza della IV Legislatura. La priorità è assegnata alla Riforma universitaria, alla scuola materna statale, alla legge ospedaliera e alla legge sulle Regioni.[64]
- 13 gennaio: il ministro della Difesa, Roberto Tremelloni, annuncia di aver nominato una Commissione d’inchiesta, formata da tre alti ufficiali, per svolgere accertamenti sui fatti dell’estate 1964 e sulle deviazioni del SIFAR. La Commissione è presieduta dal generale di corpo d’armata Luigi Lombardi ed è composta dal generale dell’aeronautica Carlo Unia e dall’ammiraglio di squadra aerea Enrico Mirti Della Valle. La decisione è stata presa due giorni prima nell’incontro del Presidente del Consiglio con Pietro Nenni e il ministro della Difesa. Moro fa sapere che il governo opporrà degli omissis al rapporto predisposto dal generale Manes laddove il contenuto attiene a informazioni riservate che possono ripercuotersi sulla sicurezza militare e civile della Repubblica.
- 20 gennaio: a Roma viene arrestato l'ex sindaco Amerigo Petrucci, numero due della corrente andreottiana della capitale. L'accusa è di peculato sulla gestione dell'Opera nazionale maternità e infanzia per fatti risalenti al periodo 1961-1964, quando era commissario dell'ente.
- 23 gennaio: in previsione del dibattito alla Camera sul SIFAR si svolge a Villa Madama il vertice della maggioranza di centro-sinistra. La DC si dichiara decisamente contraria all’inchiesta parlamentare proposta dal PCI e minaccia una crisi di governo qualora si arrivasse a questa soluzione. Il PSU è diviso, anche se tendenzialmente favorevole all’ inchiesta, timoroso per le conseguenze rimanda la sua decisione alla riunione della Direzione che si svolgerà il giorno dopo. Intanto il dibattito alla Camera è rinviato al 29 gennaio per consentire ai partiti del centro-sinistra di trovare un accordo ed evitare una crisi di governo. Intanto il PLI avanza una proposta di mediazione: l’indagine sia affidata alla Commissione Difesa della Camera. Il Presidente del Consiglio Aldo Moro respinge anche questa ipotesi.
A Firenze l’assemblea degli studenti con 327 voti a favore e 21 contrari decide l’occupazione di Magistero. La facoltà sarà sgomberata dalla polizia il giorno dopo Firenze. La polizia entra nella facoltà di Magistero occupata e identifica gli studenti riuniti in assemblea. Immediata la reazione del movimento che occupa Lettere e indice una manifestazione per il 30 gennaio.
- 25 gennaio: Taviani e Andreotti testimoniano al processo De Lorenzo-l'Espresso: entrambi sostengono che il SIFAR, come ogni servizio di sicurezza, è tenuto a schedare persone o associazioni che perseguono finalità eversive o hanno contatti con chi le pratica. Escludono entrambi la schedatura per opinioni politiche.[65]

.

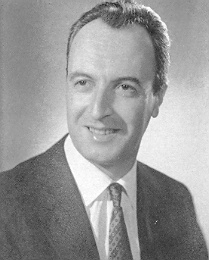
Luigi Anderlini

- 25-26 gennaio: PSU: la Direzione discute sulla condotta da assumere di fronte alla richiesta del PCI, sostenuta anche da una parte del partito, di un’inchiesta parlamentare sul caso SIFAR. Nella riunione si registra, per la prima volta, una divergenza fra il co-segretario Francesco De Martino e Pietro Nenni. Il dissenso si manifesta nel voto sulla risoluzione conclusiva approvata con 27 voti e 12 astensioni, fra cui quella di De Martino, e 5 voti contrari dei lombardiani. Il documento prende atto del mancato consenso di tutte le forze del centro-sinistra in favore di un’inchiesta parlamentare e di fronte alla posizione della DC che considera l’iniziativa «motivo di crisi di governo» giudica «inattuale» la richiesta del PCI e si limita a chiedere al governo di condurre tutte le indagini necessarie a fare chiarezza sugli avvenimenti del luglio 1964. Respinta la risoluzione della minoranza lombardiana.

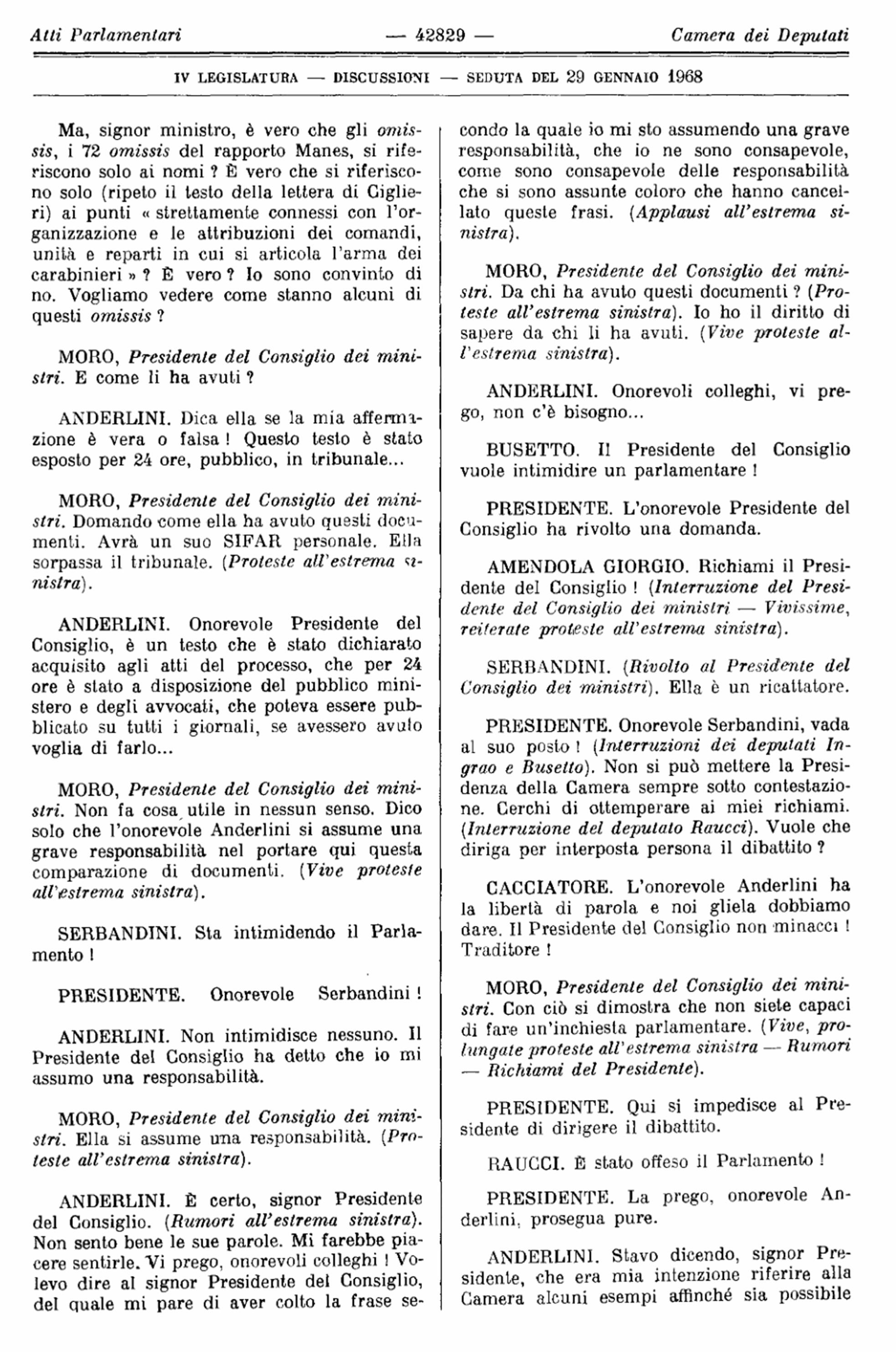
I richiami di Moro a Anderlini

- 29 gennaio-1 febbraio: durante il dibattito sul caso SIFAR alla Camera si registrano momenti di forte tensione quando il deputato socialista-unitario Luigi Anderlini dichiara di voler rivelare il contenuto degli omissis opposti dal governo al rapporto Manes. Ignorando le ammonizioni di Moro, che chiede conto al parlamentare del possesso del documento non censurato, Anderlini sostiene, leggendone il testo, che gli omissis non riguardano informazioni coperte dal segreto di stato ma precisazioni che danno modo di credere che il Piano Solo prevedeva la deportazione di persone in determinate località.
A seguito delle rivelazioni di Anderlini, non contestate da Moro, il PRI assume una posizione autonoma sulla vicenda, mettendo in discussione l'alleanza di governo. Ugo La Malfa dichiara di voler sostenere la richiesta liberale di una commissione parlamentare d'inchiesta e chiede chiarimenti sulle intercettazioni ambientali effettuate al Quirinale. Giorgio Amendola parla di una fabbrica dei ricatti che sta mettendo in seria difficoltà il governo.
Uscendo da un riserbo sempre più controproducente il Presidente del Consiglio difende la sua decisione di opporre gli omissis e spiega che una inchiesta parlamentare metterebbe in serio pericolo lo stato e i suoi servizi di sicurezza. Smentisce varie accuse e assicura che si farà un'attenta indagine sui microfoni che sarebbero stati piazzati a spiare il capo dello Stato. La richiesta dell'indagine è infine respinta.[66]

#### Febbraio
- 2-3 febbraio: Roma: nell’aula V a Lettere l’assemblea degli studenti convocata per decidere le forme di lotta proclama l’occupazione. Lo stesso giorno sono occupate le Facoltà di Architettura e Medicina. Come nelle altre Università gli studenti riconoscono nell’Assemblea l’unico strumento didattico valido e si organizzano in Commissioni di studio, la più partecipata sarà quella sull’autoritarismo. Immediato il coordinamento con le altre Università in lotta.
- 5 febbraio: all'università di Roma il rettore parla sul Piazzale della Minerva agli studenti. Iniziato in tono paternalistico il discorso finisce con le minacce. Gli studenti di Lettere riuniti in assemblea rispondono al discorso del rettore con il documento «Appello per una lotta comune a tempo indeterminato» indirizzato a tutte le altre Facoltà. Solidarietà agli studenti dall’Associazione dei professori incaricati e da 68 docenti di Fisica.
Torino: il Procuratore della Repubblica Amore contesta agli studenti torinesi le occupazioni di Palazzo Campana del 27 novembre, 29 dicembre 1967 e quelle del 10 e 22 gennaio 1968. La cronaca cittadina de «La Stampa» annuncia che il giorno dopo si svolgerà un’assemblea degli studenti contrari alle occupazioni.
- 5-8 febbraio: alla Camera è approvata la riforma degli Enti ospedalieri e assistenza ospedaliera (legge Mariotti). La discussione inizia il 5 si conclude l’8 febbraio con 253 voti a favore (DC, PSU, PRI) e 163 contrari.
- 7-8 febbraio: in vista della conclusione della legislatura si conclude senza approvazione la discussione sulla legge di riforma delle Università.
- 8 febbraio: Napoli: dopo Architettura e Agraria l’Assemblea degli studenti decide di occupare tutte le Facoltà.
Roma: con l’occupazione di Scienze politiche salgono a 8 le Facoltà occupate. Lettere, Architettura, Medicina, Fisica, Magistero, Statistica, Scienze Politiche, Economia.
Firenze: gli studenti delle facoltà occupate discutono la linea da adottare nei confronti delle autorità accademiche. Vi è dissenso fra il Comitato Interfacoltà e il movimento che non ne riconosce la rappresentatività.
Parma: Grave provvedimento assunto contro 1118 studenti dell’Istituto tecnico «Giordani» che hanno scioperato nella settimana precedente a fianco degli studenti medi e universitari: avranno tutti sette in condotta nel secondo trimestre. Qualche giorno prima per lo stesso motivo erano stati sospesi circa 300 studenti.
- 9 febbraio: Editoriale di Carlo Casalegno sulla protesta dei giovani e l’Università. Giuseppe Chiarante, responsabile scuola del PCI su «Rinascita», pur valorizzando le lotte studentesche, sottolinea quelle che, ritiene essere, le «parole d’ordine sempliciste o errate» del movimento: «l’identificazione del rapporto professori-studenti con l’antitesi padroni-operai», le teorizzazioni sugli «studenti come forza sociale rivoluzionaria»; il carattere massimalistico o corporativo della rivendicazione del «potere studentesco». Per arrivare a vedere nella lotta studentesca, in un’astratta logica da «contestazione globale», una «pericolosa confusione», fra la giusta lotta alla 2314 (legge Gui) e la tendenza alla sottovalutazione dell’impegno politico-parlamentare per la riforma universitaria. 12-13 febbraio: si astengono dal lavoro per tre giorni i medici ospedalieri. Uno sciopero indetto per sollecitare: l’emanazione delle norme per l’attuazione del decreto sulla "cassa conguagli" relativa ai compensi pagati dagli enti mutualistici, il rispetto degli impegni assunti dagli istituti previdenziali circa il pagamento dei debiti per rette e compensi, la corresponsione degli stipendi integrali stabiliti con apposita circolare ministeriale. Questione quest’ultima su cui il ministro della Sanità Marotti convoca i sindacati.
- 13-15 febbraio: comitato centrale del PCI: Gian Carlo Pajetta relaziona sull'«Azione unitaria per lo sviluppo della democrazia». Carlo Galluzzi relaziona sulla partecipazione del PCI all’incontro consultivo di Budapest che si terrà il 28 febbraio per affrontare le questioni della pace e del disarmo e riferisce dei vari colloqui preparatori avuti dal PCI con vari partiti comunisti e movimenti di liberazione. Di particolare rilievo in questa fase i rapporti con la SPD.
- 14 febbraio: al Senato è approvata con 199 sì e 27 no (PLI, MSI e monarchici) la legge che regola le elezioni dei Consigli regionali nelle Regioni a statuto ordinario. La discussione della legge, già approvata dalla Camera, iniziata al Senato il 9 gennaio si è protratta, a causa dell’ostruzionismo delle destre, per ventinove sedute, con 4300 emendamenti, 600 discorsi, 825 votazioni, di cui 544 a scrutinio segreto.
- 22 febbraio: a Roma nella mattinata è rioccupata la facoltà di Lettere, non ancora riaperta dopo la fine dell'occupazione. Nel pomeriggio la polizia sgombera la Facoltà e presidia la città universitaria. Il 23 febbraio al termine d'una manifestazione nel centro della città, gli studenti sfondano i cordoni della polizia e occupano Lettere, Fisica e Scienze politiche. Nel pomeriggio sui muri dell'Università un minaccioso comunicato del Rettore.
- 23 febbraio: Consiglio dei ministri: viene prorogata al dicembre 1970 l'addizionale sulla benzina istituita per le alluvioni del 1966. Il ricavato verrà in gran parte destinato alla ricostruzione delle zone terremotate della Sicilia.
- 25-27 febbraio: Roma: iniziativa dei parlamentari del PCI per impedire il raduno programmato per il 27 febbraio a Piazza SS. Apostoli da «la Caravella», gruppo studentesco di destra sostenuto dal MSI con l’intenzione di promuovere un’azione diretta per liberare l'Università dagli occupanti. Sulla cronaca di Roma de «l’Unità» un articolo di Renzo Trivelli, segretario della Federazione comunista di Roma denuncia il clima di tensione e di violenza che, attraverso gli appelli del rettore e quello alle cosiddette «forze sane» a cui si rivolge la destra, si sta creando all’Università, clima che evoca i drammatici avvenimenti che nel 1966 portarono alla morte dello studente socialista Paolo Rossi.
- 28 febbraio: Roma: la polizia interviene in forze con oltre 2000 agenti, interviene a sgomberare l’Università. Questo mentre erano cominciati con regolarità gli «esami alla pari». Nel pomeriggio il movimento organizza un corteo di protesta per le vie del centro. A via Nazionale l’aggressione della polizia. Uno studente riporta una frattura alla gamba destra. Il movimento si dà appuntamento per il giorno dopo a Piazza di Spagna.

#### Marzo
- 1 marzo: battaglia di Valle Giulia: 4.000 studenti romani raggiungono la facoltà di Architettura presidiata dalla polizia. Dopo un tentativo d'occupazione, cominciano gli scontri: 4 arresti e 228 fermi.
Dopo gli scontri un corteo attraversa la città. Nel pomeriggio gli universitari decidono di manifestare la mattina del giorno dopo a Piazza di Spagna.
Nel pomeriggio alla Camera, in una tumultuosa seduta, si discutono le interrogazioni presentate con urgenza dal PCI e dal PSIUP. Il ministro della pubblica istruzione Luigi Gui solidale con il rettore D'Avack; Paolo Emilio Taviani (DC), ministro degli Interni, ricorda che la debolezza della polizia spianò la strada ai fascisti nel 1922. Dure critiche delle opposizioni di sinistra che chiedono le dimissioni del rettore e del ministro Gui e l’allontanamento della polizia dall’Università.
- 4 marzo: il Presidente del Consiglio Aldo Moro incontra una delegazione di docenti per cercare di trovare una soluzione alla legge di riforma universitaria prima della fine della Legislatura. La delegazione chiede il ritiro della polizia dall’Università e consegna a Moro un appello firmato da 300 docenti che sollecita una legge-stralcio che autorizzi le singole Facoltà a dotarsi di ordinamenti autonomi.
Nel pomeriggio una delegazione di studenti romani si incontra con il ministro Scaglia. Sotto Palazzo Chigi gli studenti in massa aspettano le risultanze della riunione. La delegazione chiede: il ritiro della polizia dall’Università impegnandosi a garantire l’autodisciplina e lo svolgimento dell’attività didattica; il rilascio dei giovani arrestati. Il governo non accorda il ritiro della polizia mentre sugli arresti si limita ad affermare che si tratta di una questione di competenza della magistratura. Nessun accordo. Finito l’incontro la delegazione riferisce agli studenti in piazza. Prevista per il giorno dopo un’assemblea presso la Federazione comunista di via dei Frentani per decidere come proseguire la mobilitazione e le iniziative da assumere.
- 11 marzo: il Presidente della Repubblica, dopo una serie di consultazioni e un colloquio con il Presidente del Consiglio, Aldo Moro, firma il decreto di scioglimento delle Camere. Le elezioni politiche sono fissate per il 19 e il 20 maggio. Convocato per il 5 giugno il nuovo Parlamento. Moro in TV traccia un bilancio della IV Legislatura.
- 15 marzo: PRI: Ugo La Malfa in Conferenza stampa illustra il programma elettorale repubblicano e indica le condizioni che il partito ritiene indispensabili per collaborare con la DC e il PSU nella prossima Legislatura: approvazione della legge sulle Regioni, abolizione delle Province, l’istituzione di una apposita Commissione per esaminare se le proposte di legge sono coerenti con il programma economico e un severo controllo della spesa pubblica.
- 16 marzo: Roma: guidati dai deputati missini Giulio Caradonna, Giorgio Almirante e Massimo Anderson una squadra di studenti di destra attacca l'Università romana. Messe in fuga, si barricano a Legge e lanciano dalle finestre banchi, sedie e suppellettili varie sugli studenti che cercano di liberare la Facoltà: un centinaio di feriti, fra cui Oreste Scalzone che riporta una frattura alla spina dorsale. Denunciato Caradonna. Nessuno studente fra i 52 fascisti arrestati. Nel tardo pomeriggio il movimento studentesco, liberata l’Università, sfila per le vie cittadine in un grande corteo di quasi diecimila studenti illuminato da fiaccole. I 52 missini arrestati saranno rilasciati il 28 marzo.
- 26-28 marzo: il segretario Luigi Longo presenta il programma elettorale del PCI per le elezioni politiche fissate per il 19 maggio. Il Comitato centrale approva un ordine del giorno di sostegno alle lotte degli studenti: «Consolidare ed estendere le conquiste del movimento studentesco»

#### Aprile
- 1 aprile: Roma: in un’affollata assemblea alla Sapienza, oltre tremila studenti, decidono che, finita l’occupazione, il movimento proseguirà la mobilitazione dandosi nuovi strumenti di lotta. Fra gli obiettivi indicati nelle tre relazioni: tasse, svolgimento degli esami, problemi degli studenti lavoratori e dei fuori sede. Gli esami riprenderanno il 5 aprile. All’Istituto di Fisica la «Commissione antimperialismo» del movimento definisce il programma delle due giornate di lotta contro il Vietnam previste per il 26-27 aprile. Ad Architettura, autorizzata dal preside, si svolge l’assemblea dei «dissidenti» dal movimento che a sua volta prende posizione contro ogni ipotesi di chiusura della Facoltà. Nei giorni successivi le riunioni delle varie commissioni «diritto allo studio», «collegamento con le lotte operaie».
- 11 aprile: il segretario del PCI, Luigi Longo, sul settimanale «Rinascita» riconosce che i problemi posti dal movimento studentesco «sono destinati ad assumere, nella realtà del nostro paese, un peso ed una rilevanza sempre maggiori, sul piano sociale e politico» e che «pur nella sua fluidità e nel suo carattere composito» il movimento si «muove in una direzione e con impulsi non certo estranei» alla lotta e alla strategia del PCI. Polemizzando con atteggiamenti di chiusura e rigidità scrive: «Non mi preoccupa affatto che, in questo risveglio di tante e così entusiastiche forze nuove, si manifestino incertezze, confusioni, contraddizioni, con punte critiche, alle volte anche nei nostri confronti. Io credo che un profondo rivolgimento nelle coscienze e negli orientamenti, soprattutto di larghe masse di giovani, possa avvenire in modo «educato» e «bene ordinato. Solo illusi e burocrati possono pensare in questo modo. Proprio perché marxisti, comunisti, rivoluzionari, noi sappiamo che profondi rivolgimenti politici e sociali non possono non sconvolgere schemi precostituiti, vecchie credenze, in una parola rimettere tutto in discussione».
- 18 aprile: al teatro Adriano a Roma il segretario Mariano Rumor presenta il programma elettorale del partito. Confermata la scelta del centro-sinistra. Netta chiusura al PCI.
- 19 aprile: Valdagno (Vicenza): scontri durissimi tra la polizia e gli operai della Marzotto in sciopero contro il piano di ristrutturazione dell'azienda. Su 5500 operai già 1300 sono già in cassa integrazione e si rischiano massicci licenziamenti. 42 operai sono arrestati. Abbattuto il monumento a Gaetano Marzotto, fondatore dello stabilimento. Nei giorni successivi, per sollecitare la scarcerazione degli arrestati i 27 consiglieri comunali di Valdagno (19 DC, 5 PSU, 2 PCI) rassegnano le dimissioni restano in carica solo i 4 rappresentanti del PLI.

#### Maggio
- 1 maggio: Roma: al tradizionale comizio sindacale in Piazza San Giovanni è accolta sul palco una delegazione del movimento studentesco. Insieme ai leader sindacali interviene, a nome degli studenti in lotta, Franco Russo, espulso dal PCI solo alcuni mesi prima con l’accusa di trotzkismo e fra i fondatori del Centro di iniziativa antimperialista Che Guevara. Nonostante questa presenza, numerosi studenti contestano Agostino Marianetti, segretario socialista della Camera del Lavoro, mentre lasciano parlare l’esponente comunista. La CGIL con un comunicato affermerà di non condividere le posizioni espresse nel comizio dall’esponente del movimento studentesco e deplorerà l’atteggiamento degli studenti che hanno ripetutamente interrotto l’oratore socialista.
- 16-17 maggio: elezioni politiche. Il dato principale è il fallimento dell'unificazione socialista. Alla Camera il PSU: 4.603.192, pari al 14,5%, 91 seggi, una perdita di oltre il 5% rispetto alla somma dei voti che PSI e PSDI avevano nelle elezioni del 1963. Avanzano il PCI con 8.551.347, pari al 26,9%, 177 seggi, un più 1,6% e la DC con 12.437.848, pari al 39,1%, 266 seggi, più 0,8. PLI: 1.850.650, pari al 5,8%, 31 seggi. Il PSIUP, alle sue prime elezioni politiche, con 1.414.697, si attesta al 4,5%, 23 seggi. Flette il MSI: 1.414.036, pari al 4,4%, 24 seggi, quasi un punto in meno. PRI: 626.533, pari al 2,0%, 9 seggi. Al Senato: grande successo della lista PCI-PSIUP- Indipendenti di sinistra che raggiunge il 30% con 101 seggi. DC, 10.972.114, pari al 38,3%, 135 seggi. PSU: 4.354.906, pari al 15,2%, 46 seggi. PLI 1.943.795, pari al 6,8%, 16 seggi. MSI: 1.304.847, pari al 4,6%, 11 seggi. PRI: 601.500, pari al 2,1%, 2 seggi.
- 22 maggio: Rumor chiede un centro-sinistra che dia un rinnovamento al Paese. Parlando a Trieste si dichiara d'accordo con socialisti e repubblicani per accelerare la risoluzione delle più urgenti riforme. Rende atto al PSU per il coraggio con cui ha affrontato le elezioni. Ricorda che anche la DC nel ’63 pagò la scelta per aver accettato il centro-sinistra. Nenni a colloquio con Saragat.
- 23 maggio: Milano: dopo la pausa elettorale riprendono le agitazioni studentesche. Nonostante l’imminente inizio degli esami l’Assemblea decide di continuare l’occupazione. Un gruppo di studenti tenta di bruciare i libri della Biblioteca di Legge. Il gruppo è immediatamente denunciato dai docenti della Facoltà. Scontri fra studenti di opposte tendenze. Per evitare disordini la polizia presidia le Università della città.
- 24 maggio: PSU: si riunisce a Formia, a casa di Pietro Nenni, la segreteria del partito per un primo esame del voto e le prospettive. Nonostante i pronunciamenti di Mancini, Mariotti e Ferri appare molto incerta la partecipazione ad un nuovo governo di centro-sinistra.
- 26-27 maggio: elezioni in Friuli Venezia-Giulia: Nuova avanzata dei comunisti nelle elezioni per il Consiglio regionale del Friuli Venezia-Giulia: i consensi al PCI superano anche quelli del 19-20 maggio. II PCI dal 19,7 per cento al 20,1 per cento. Migliaia di nuovi elettori comunisti coprono i vuoti degli emigrati e dei soldati di leva che non hanno potuto votare. II PSIUP va ancora avanti. II PSU (non presente a Udine) perde ancora nelle altre quattro circoscrizioni. La Democrazia cristiana aumenta a spese delle destre. L'affermazione di un movimento locale nelle circoscrizioni del Friuli.
- 28-29 maggio: PSU: Direzione. La corrente Nenni, Mancini e Ferri, favorevole alla ricostituzione di un governo di centro-sinistra è messa in minoranza sull’ordine del giorno presentato da Francesco De Martino e Mario Tanassi. I due segretari concordano su un «disimpegno» del PSI che porti, per ora a un monocolore DC. La sinistra lombardiana vota un suo documento: nessuna trattativa e nessun appoggio alla DC. L’ordine del giorno De Martino-Tanassi è approvato con 31 voti e 11 astensioni. Nenni non partecipa al voto. Antonio Giolitti, differenziandosi da Riccardo Lombardi, si schiera per ritorno immediato al centro-sinistra.
- 30 maggio: si intensificano i colloqui per la formazione del nuovo governo. Il Presidente della Repubblica, Giuseppe Saragat, per un esame della situazione politica riceve separatamente Pietro Nenni e il segretario della DC, Mariano Rumor. Nenni a sua volta ha un lungo colloquio con il Presidente del Consiglio uscente, Aldo Moro e incontra vari esponenti del suo partito. La Direzione del PRI si pronuncia per una conferma della formula di centro-sinistra: un governo a tre (DC-PSU-PRI) con un programma ben definito di riforme fra cui, come sottolinea nel suo intervento Ugo La Malfa, scuola, regioni, famiglia, tributi e codici.
- 31 maggio-1 giugno: comitato centrale PSU: l’ordine del giorno presentato da Francesco De Martino e Mario Tanassi che, sulla linea del documento presentato in Direzione, esclude una partecipazione ad un nuovo governo di centro-sinistra, è approvato con 145 voti a favore, 81 astensioni tra cui Mancini, Preti, Romita e Giolitti. 22 membri del CC assenti. I 21 membri della sinistra di Riccardo Lombardi votano il documento della maggioranza con una propria dichiarazione. Motivazioni diverse da parte degli astenuti. La maggioranza ex PSI, sinistra esclusa ha appoggiato la linea di De Martino. Nenni, come in direzione, non partecipa alla votazione. Si valuterà dopo la formazione del nuovo esecutivo la possibilità di un eventuale appoggio esterno.

#### Giugno
- 1 giugno: Torino: al termine di un comizio del PSIUP, un corteo studentesco che ha attraversato la cintura operaia della città, è attaccato dalla polizia davanti alla sede de «La Stampa».
Pisa: inizia il processo contro 34 studenti per la manifestazione alla stazione ferroviaria il 15 marzo.
Firenze: in piazza Duomo seminari tenuti da studenti e professori su «riforma dell'università», «lotta operaia», «Il problema pedagogico nel pensiero di Gramsci», «Collegamento fra università e società». Nel pomeriggio una affollata assemblea di studenti medi e universitari; presente un rappresentante degli studenti francesi. Decisa la partecipazione alla manifestazione di solidarietà con le lotte in Francia indetta per il giorno dopo.
Roma: dopo la lunga notte di partecipazione alle manifestazioni di solidarietà con gli studenti francesi gli universitari tornano nella città universitaria occupata il giorno prima. Continua la presenza della polizia in borghese e in divisa, come richiesto dal Rettore. In mattinata scontri tra studenti occupanti e fascisti. Alcuni feriti. L’assalto squadrista offre il pretesto alla polizia di circondare l’Ateneo. Nel pomeriggio l’assemblea, a cui partecipano un migliaio di studenti, si protrae fino a sera inoltrata. La discussione si incentra su forme e obbiettivi di lotta interni all'Università e l’intervento politico all’esterno in rapporto con la classe operaia e la cittadinanza.
Napoli: la manifestazione di solidarietà con la Francia indetta alle 10:30 nel piazzale della Facoltà di Architettura si trasforma in un imponente corteo che attraversa le vie della città. La manifestazione si conclude con un sit-in davanti all’Università, occupata simbolicamente per alcune ore. Gli studenti dell’Orientale, occupato da circa due mesi, manifestano contro la pubblicazione da parte dei docenti del diario di esami, una provocazione rispetto alla loro richiesta di una radicale trasformazione dell’Istituto.
- 5 giugno: inaugurazione della V legislatura: DC, PSI e PRI, sulla base di un accordo raggiunto il giorno prima, votano Amintore Fanfani e Sandro Pertini rispettivamente presidenti del Senato e della Camera. Al Senato tutti gli altri gruppi votano scheda bianca, alla Camera votano per Pertini anche i liberali. Il governo rassegna le dimissioni.[67]